# الطواف النسائي للاتحاد الدولي لكرة المضرب – 2016 (أبريل–يونيو)
الطواف النسائي للاتحاد الدولي لكرة المضرب هي نسخة عام 2017 من الجولة الثانية في لعبة كرة المضرب للمحترفات. تنظمها الاتحاد الدولي لكرة المضرب وهي درجة أقل من جولة رابطة محترفات التنس. يتضمن الطواف العالمي لكرة المضرب النسائية برعاية الاتحاد الدولي لكرة المضرب بطولات بجوائز مالية تتراوح من $15،000 إلى $100،000.

## المواسم
| مواسم الطواف العالمي لكرة المضرب النسائية برعاية الاتحاد الدولي لكرة المضرب | مواسم الطواف العالمي لكرة المضرب النسائية برعاية الاتحاد الدولي لكرة المضرب | مواسم الطواف العالمي لكرة المضرب النسائية برعاية الاتحاد الدولي لكرة المضرب | مواسم الطواف العالمي لكرة المضرب النسائية برعاية الاتحاد الدولي لكرة المضرب | مواسم الطواف العالمي لكرة المضرب النسائية برعاية الاتحاد الدولي لكرة المضرب | مواسم الطواف العالمي لكرة المضرب النسائية برعاية الاتحاد الدولي لكرة المضرب | مواسم الطواف العالمي لكرة المضرب النسائية برعاية الاتحاد الدولي لكرة المضرب | مواسم الطواف العالمي لكرة المضرب النسائية برعاية الاتحاد الدولي لكرة المضرب | مواسم الطواف العالمي لكرة المضرب النسائية برعاية الاتحاد الدولي لكرة المضرب | مواسم الطواف العالمي لكرة المضرب النسائية برعاية الاتحاد الدولي لكرة المضرب |
| تسعينيات القرن العشرين                                                      | تسعينيات القرن العشرين                                                      | تسعينيات القرن العشرين                                                      | تسعينيات القرن العشرين                                                      | تسعينيات القرن العشرين                                                      | تسعينيات القرن العشرين                                                      | تسعينيات القرن العشرين                                                      | تسعينيات القرن العشرين                                                      | تسعينيات القرن العشرين                                                      | تسعينيات القرن العشرين                                                      |
| --------------------------------------------------------------------------- | --------------------------------------------------------------------------- | --------------------------------------------------------------------------- | --------------------------------------------------------------------------- | --------------------------------------------------------------------------- | --------------------------------------------------------------------------- | --------------------------------------------------------------------------- | --------------------------------------------------------------------------- | --------------------------------------------------------------------------- | --------------------------------------------------------------------------- |
| 1994                                                                        | 1995                                                                        | 1995                                                                        | 1996                                                                        | 1997                                                                        | 1998                                                                        | 1999                                                                        |                                                                             |                                                                             |                                                                             |
| العقد الأول من القرن 21                                                     |                                                                             |                                                                             |                                                                             |                                                                             |                                                                             |                                                                             |                                                                             |                                                                             |                                                                             |
| 2000                                                                        | 2001                                                                        | 2002                                                                        | 2003                                                                        | 2004                                                                        | 2005                                                                        | 2006                                                                        | 2007                                                                        | 2008 الربع الأول · الربع الثاني · الربع الثالث                              | 2009                                                                        |
| العقد الثاني من القرن 21                                                    |                                                                             |                                                                             |                                                                             |                                                                             |                                                                             |                                                                             |                                                                             |                                                                             |                                                                             |
| 2010 الربع الأول · الربع الثاني · الربع الثالث · الربع الرابع               | 2011 الربع الأول · الربع الثاني · الربع الثالث · الربع الرابع               | 2012 الربع الأول · الربع الثاني · الربع الثالث · الربع الرابع               | 2013 الربع الأول · الربع الثاني · الربع الثالث · الربع الرابع               | 2014 الربع الأول · الربع الثاني · الربع الثالث · الربع الرابع               | 2015 الربع الأول · الربع الثاني · الربع الثالث · الربع الرابع               | 2016 الربع الأول · الربع الثاني · الربع الثالث · الربع الرابع               | 2017 الربع الأول · الربع الثاني · الربع الثالث · الربع الرابع               | 2018 الربع الأول · الربع الثاني · الربع الثالث · الربع الرابع               | 2019 الربع الأول · الربع الثاني · الربع الثالث · الربع الرابع               |
| العقد الثالث من القرن 21                                                    |                                                                             |                                                                             |                                                                             |                                                                             |                                                                             |                                                                             |                                                                             |                                                                             |                                                                             |
| 2020 الربع الأول · الربع الثاني · الربع الثالث · الربع الرابع               | 2021 الربع الأول · الربع الثاني · الربع الثالث · الربع الرابع               | 2022 الربع الأول · الربع الثاني · الربع الثالث · الربع الرابع               | 2023 الربع الأول · الربع الثاني · الربع الثالث · الربع الرابع               | 2024 الربع الأول · الربع الثاني · الربع الثالث · الربع الرابع               | 2025 الربع الأول · الربع الثاني · الربع الثالث · الربع الرابع               |                                                                             |                                                                             |                                                                             |                                                                             |

## المفتاح
| الفئات      | القيمة المالية |
| بطولات W100 | $100,000       |
| بطولات W80  | $80,000        |
| بطولات W60  | $60,000        |
| بطولات W25  | $25,000        |
| بطولات W15  | $15,000        |

## الأشهر

### أبريل
| الأسبوع  | البطولة                                                                                                | الفائزات                                                  | الوصيفات                            | المتأهلات لنصف النهائي                 | المتأهلات لربع النهائي                                                           |
| -------- | --- | --------------------------------------------------------- | ----------------------------------- | -------------------------------------- | -------------------------------------------------------------------------------- |
| 4 أبريل  | كاشيوا (تشيبا)، اليابان ملعب صلب 25،000 دولار أمريكي قرعة المباريات الفردية والزوجية                   | جانغ سو جونج 6–4، 1–6، 6–3                                | وانغ يافان                          | مايو هيبي تشانغ كيلين                  | ماكوتو نينوميا ريكو ساواياناجي يانغ زاوكسوان سابينا شاريبوفا                     |
| 4 أبريل  | كاشيوا (تشيبا)، اليابان ملعب صلب 25،000 دولار أمريكي قرعة المباريات الفردية والزوجية                   | يانغ زاوكسوان تشانغ كيلين 7–5، 2–6، [11–9]                | يو إكسياودي تشو لين                 | مايو هيبي تشانغ كيلين                  | ماكوتو نينوميا ريكو ساواياناجي يانغ زاوكسوان سابينا شاريبوفا                     |
| 4 أبريل  | تشانغوون، كوريا الجنوبية ملعب صلب 25،000 دولار أمريكي قرعة المباريات الفردية والزوجية                  | سوزان سيليك 6–2، 6–0                                      | كريستي آهن                          | اليسي ميرتنز أرينا روديونوفا           | نيشا ليرتبيتاكسينتشاي شيهو أكيتا ليو تشانغ هان نا-لي                             |
| 4 أبريل  | تشانغوون، كوريا الجنوبية ملعب صلب 25،000 دولار أمريكي قرعة المباريات الفردية والزوجية                  | هان نا-لي يو مي 4–6، 6–3، [10–7]                          | لو جياجينغ اليسي ميرتنز             | اليسي ميرتنز أرينا روديونوفا           | نيشا ليرتبيتاكسينتشاي شيهو أكيتا ليو تشانغ هان نا-لي                             |
| 4 أبريل  | جاكسون، الولايات المتحدة ملعب ترابي $25،000 قرعة المباريات الفردية والزوجية                            | غريس مين 1–6، 6–2، 6–4                                    | باولا بادوسا جيبيرت                 | جارملا غاجدوسوفا روبن أندرسون          | جوليا جاتو مونتيكوني أندي دي فرومي أولغا يانتشوك ايبك سويلو                      |
| 4 أبريل  | جاكسون، الولايات المتحدة ملعب ترابي $25،000 قرعة المباريات الفردية والزوجية                            | شارون فيشمان جارملا غاجدوسوفا 6–2، 6–3                    | يوكي تشيانغ لورين هيرنغ             | جارملا غاجدوسوفا روبن أندرسون          | جوليا جاتو مونتيكوني أندي دي فرومي أولغا يانتشوك ايبك سويلو                      |
| 4 أبريل  | قرشي، أوزبكستان ملعب صلب $25،000 قرعة المباريات الفردية والزوجية                                       | ريبيكا سرامكوفا 6–1، 6–3                                  | نينا ستويانوفيتش                    | بولينا فينوغرادوفا أولغا دوروشينا      | ناتيلا دزالاميدزه أناستازيا بيفوفاروفا سفيلتلانا بيراتشينكا فيرونيكا كوديرميتوفا |
| 4 أبريل  | قرشي، أوزبكستان ملعب صلب $25،000 قرعة المباريات الفردية والزوجية                                       | ناتيلا دزالاميدزه فيرونيكا كوديرميتوفا 4–6، 6–4، [10–7]   | كسينيا ليكينا بولينا مونوفا         | بولينا فينوغرادوفا أولغا دوروشينا      | ناتيلا دزالاميدزه أناستازيا بيفوفاروفا سفيلتلانا بيراتشينكا فيرونيكا كوديرميتوفا |
| 4 أبريل  | ساو جوزيه دو ريو بريتو، البرازيل ملعب ترابي $10،000 قرعة المباريات الفردية والزوجية                    | باولا أورمايتشيا 6–4، 6–1                                 | لورا بيجوسي                         | فيكتوريا بوثيو فرناندا بريتو           | ناديه بودوروسكا باربارا غاتيكا غوادالوبي بيريز روجاس ماريا فيرناندا هيرازو       |
| 4 أبريل  | ساو جوزيه دو ريو بريتو، البرازيل ملعب ترابي $10،000 قرعة المباريات الفردية والزوجية                    | فرناندا بريتو كونستانزا فيغا 2–6، 6–4، [10–6]             | كارولينا ألفيس جولييتا استابلي      | فيكتوريا بوثيو فرناندا بريتو           | ناديه بودوروسكا باربارا غاتيكا غوادالوبي بيريز روجاس ماريا فيرناندا هيرازو       |
| 4 أبريل  | شرم الشيخ، مصر ملعب صلب $10،000 قرعة المباريات الفردية والزوجية                                        | مانيشتا فوستر 6–4، 7–6(7–4)                               | ألكسندرا كوراشفيلي                  | مارغريتا سكريابينا بونياوي تامشاي وات  | سدفموح تاليبوفا ماريام بولكفادزه إستيل كاسينو فيكتوريا مونتيان                   |
| 4 أبريل  | شرم الشيخ، مصر ملعب صلب $10،000 قرعة المباريات الفردية والزوجية                                        | ألكسندرا كوراشفيلي مارغريتا لازاريفا 7–5، 6–3             | ماريام بولكفادزه فيكتوريا مونتيان   | مارغريتا سكريابينا بونياوي تامشاي وات  | سدفموح تاليبوفا ماريام بولكفادزه إستيل كاسينو فيكتوريا مونتيان                   |
| 4 أبريل  | كاندية، اليونان ملعب صلب $10،000 قرعة المباريات الفردية والزوجية                                       | فيكتوريا كان 6–4، 7–5                                     | كريستيانا فيراندو                   | دلما جالفي ديبورا كيزا                 | صوفي أوين سارا كاكاريفيتش بويانا مارينكوفيتش جوليا ستاماتوفا                     |
| 4 أبريل  | كاندية، اليونان ملعب صلب $10،000 قرعة المباريات الفردية والزوجية                                       | فيكتوريا كان أليونا سوتنيكوفا 6–1، 6–2                    | فلادا إكشيبروفا جانينا تولين        | دلما جالفي ديبورا كيزا                 | صوفي أوين سارا كاكاريفيتش بويانا مارينكوفيتش جوليا ستاماتوفا                     |
| 4 أبريل  | الحمامات، تونس ملعب ترابي $10،000 قرعة المباريات الفردية والزوجية                                      | إيرينا ماريا بارا 6–3، 6–3                                | تمارا زيدانسيك                      | بيا تشوك فالنتيني جراماتيكوبولو        | جوزفين بواليم مالوري نويل يلينا سيميتش ميلانا سبريمو                             |
| 4 أبريل  | الحمامات، تونس ملعب ترابي $10،000 قرعة المباريات الفردية والزوجية                                      | أليس باكوي إيرينا ماريا بارا 6–1، 6–0                     | إيناس إيبو كيليا لو بيهان           | بيا تشوك فالنتيني جراماتيكوبولو        | جوزفين بواليم مالوري نويل يلينا سيميتش ميلانا سبريمو                             |
| 4 أبريل  | أنطاليا، تركيا ملعب صلب $10،000 قرعة المباريات الفردية والزوجية                                        | فيكتوريا توموفا 7–6(7–5)، 6–2                             | فيكتوريا كوزموفا                    | إيفون كافالي ريميرس إميلي أرباثنوت     | ديانا رادانوفيتش يلينا ريباكينا فيفيان يوهازوفا هارييت دارت                      |
| 4 أبريل  | أنطاليا، تركيا ملعب صلب $10،000 قرعة المباريات الفردية والزوجية                                        | هارييت دارت فيكتوريا توموفا Walkover                      | آني أميراغيان دايانا نيجرينو        | إيفون كافالي ريميرس إميلي أرباثنوت     | ديانا رادانوفيتش يلينا ريباكينا فيفيان يوهازوفا هارييت دارت                      |
| 11 أبريل | ITF Women's Circuit – Shenzhen شنجن (الصين)، الصين ملعب صلب $50،000 فردي – زوجي                        | وانغ كيانغ 6–2، 6–0                                       | مايو هيبي                           | تشانغ يوكسوان سابينا شاريبوفا          | ريكو ساوياناجي شاكو أوياما جانغ سو جونج ليو تشانغ                                |
| 11 أبريل | ITF Women's Circuit – Shenzhen شنجن (الصين)، الصين ملعب صلب $50،000 فردي – زوجي                        | شاكو أوياما ماكوتو نينوميا 7–6(7–5)، 6–4                  | ليانغ تشن وانغ يافان                | تشانغ يوكسوان سابينا شاريبوفا          | ريكو ساوياناجي شاكو أوياما جانغ سو جونج ليو تشانغ                                |
| 11 أبريل | Lale Cup إسطنبول، تركيا ملعب صلب $50،000 فردي – زوجي                                                   | باربورا شتيفكوفا 7–5، 2–6، 6–1                            | أناستازيا بيفوفاروفا                | فيكتوريا كامنسكايا لينا جورشيسكا       | إيزابيلا شنيكوفا أولغا فريدمن كريستينا دينو ألكساندرا كادانتو                    |
| 11 أبريل | Lale Cup إسطنبول، تركيا ملعب صلب $50،000 فردي – زوجي                                                   | نيجينا أبدوريموفا باربورا شتيفكوفا 6–4، 1–6، [10–6]       | فالنتينا إيفاخنينكو ليدزيا ماروزافا | فيكتوريا كامنسكايا لينا جورشيسكا       | إيزابيلا شنيكوفا أولغا فريدمن كريستينا دينو ألكساندرا كادانتو                    |
| 11 أبريل | Pelham، الولايات المتحدة ملعب ترابي $25،000 قرعة المباريات الفردية والزوجية                            | غريس مين 6–4، 6–4                                         | برناردا بيرا                        | لورين ألبانيز تايلور تاونسند           | آلا كودريافتسيفا آسيا محمد ميلاني أودين أولغا يانتشوك                            |
| 11 أبريل | Pelham، الولايات المتحدة ملعب ترابي $25،000 قرعة المباريات الفردية والزوجية                            | آسيا محمد تايلور تاونسند 6–2، 6–3                         | صوفي تشانغ كيتلين ووريسكي           | لورين ألبانيز تايلور تاونسند           | آلا كودريافتسيفا آسيا محمد ميلاني أودين أولغا يانتشوك                            |
| 11 أبريل | لينس، البرازيل ملعب ترابي $10،000 قرعة المباريات الفردية والزوجية                                      | باولا أورمايتشيا 6–3، 6–2                                 | هارموني تان                         | كونستانزا فيغا جولييتا إيستابلي        | باربارا غاتيكا دانييلا فارفان ناثالي كوراتا فرانشيسكا ريسكالدان                  |
| 11 أبريل | لينس، البرازيل ملعب ترابي $10،000 قرعة المباريات الفردية والزوجية                                      | باربارا غاتيكا ستيفاني مارييل بيتيت 7–5، 6–3              | باولا أورمايتشيا كونستانزا فيغا     | كونستانزا فيغا جولييتا إيستابلي        | باربارا غاتيكا دانييلا فارفان ناثالي كوراتا فرانشيسكا ريسكالدان                  |
| 11 أبريل | شرم الشيخ، مصر ملعب صلب $10،000 قرعة المباريات الفردية والزوجية                                        | إستيل كاسينو 6–2، 5–7، 6–3                                | أناستاسيا بريبيلوفا                 | يوليا فاخاتشاك ألكسندرا كوراشفيلي      | ميلاني كلافنير بونياوي ثامشاي وات مارغريتا سكريابينا كاتي بولتر                  |
| 11 أبريل | شرم الشيخ، مصر ملعب صلب $10،000 قرعة المباريات الفردية والزوجية                                        | ميلاني كلافنير يوليا فاخاتشاك 6–4، 2–6، [13–11]           | كاتي بولتر ألكسندرا كوراشفيلي       | يوليا فاخاتشاك ألكسندرا كوراشفيلي      | ميلاني كلافنير بونياوي ثامشاي وات مارغريتا سكريابينا كاتي بولتر                  |
| 11 أبريل | ديجون، فرنسا ملعب صلب (داخل القاعة) $10،000 قرعة المباريات الفردية والزوجية                            | ماريا مارفوتينا 4–6، 6–2، 6–0                             | إينوئا أتوخا جوميث                  | بريسيلا هيس كلارتجي ليبينز             | هيلين شولتسن شايين أوفيك سارة ريبيكا سيكوليتش كارولا بيجينارو                    |
| 11 أبريل | ديجون، فرنسا ملعب صلب (داخل القاعة) $10،000 قرعة المباريات الفردية والزوجية                            | شايين أوفيك روزالي فان دير هوك 6–2، 6–0                   | مانون بيرال مود فينيه               | بريسيلا هيس كلارتجي ليبينز             | هيلين شولتسن شايين أوفيك سارة ريبيكا سيكوليتش كارولا بيجينارو                    |
| 11 أبريل | هيراكليون، اليونان ملعب صلب $10،000 قرعة المباريات الفردية والزوجية                                    | رالوك شيربان 6–3، 7–6(7–4)                                | كريستيانا فيراندو                   | إيرين بورييو إسكوريهويلا دلما جالفي    | كيلي فيرستيج مارغوت ييروليموس ناديا جيلكريست فيكتوريا كان                        |
| 11 أبريل | هيراكليون، اليونان ملعب صلب $10،000 قرعة المباريات الفردية والزوجية                                    | كريستيانا فيراندو دلما جالفي 6–4، 5–7، [14–12]            | كسينيا بيكير رالوك شيربان           | إيرين بورييو إسكوريهويلا دلما جالفي    | كيلي فيرستيج مارغوت ييروليموس ناديا جيلكريست فيكتوريا كان                        |
| 11 أبريل | بولا، إيطاليا ملعب ترابي $10،000 قرعة المباريات الفردية والزوجية                                       | أوليسيا بيفوشينا 7–6(7–1)، 6–3                            | بيانكا توراتي                       | أليس بالدوتشي ماري تيمين               | صوفيا كوفاليتس يلينا سيميتش فاندا لوكاش أولغا سايز لارا                          |
| 11 أبريل | بولا، إيطاليا ملعب ترابي $10،000 قرعة المباريات الفردية والزوجية                                       | أليس بالدوتشي أولغا باريس أزكويتا 3–6، 6–2، [10–6]        | فاندا لوكاش كريستينا شميدلوفا       | أليس بالدوتشي ماري تيمين               | صوفيا كوفاليتس يلينا سيميتش فاندا لوكاش أولغا سايز لارا                          |
| 11 أبريل | الحمامات، تونس ملعب ترابي $10،000 قرعة المباريات الفردية والزوجية                                      | تمارا زيدانسيك 6–1، 6–0                                   | أليس باكييه                         | مانو أركانجيولي فالنتيني جراماتيكوبولو | أنجيليكا موراتيلي فيكتوريا لارير ليزا سابينو إيناس إيبو                          |
| 11 أبريل | الحمامات، تونس ملعب ترابي $10،000 قرعة المباريات الفردية والزوجية                                      | بترا يانوسكوفا أنجيليكا موراتيلي 7–6(9–7)، 7–5            | ماريا بالهوطو شارلوت رومر           | مانو أركانجيولي فالنتيني جراماتيكوبولو | أنجيليكا موراتيلي فيكتوريا لارير ليزا سابينو إيناس إيبو                          |
| 11 أبريل | أنطاليا، تركيا ملعب صلب $10،000 قرعة المباريات الفردية والزوجية                                        | إيرينا شيمانوفيتش 6–3، 6–2                                | تينا تهراني                         | أنا شانيدزه فيكتوريا توموفا            | فاطمة النبهاني دانا كريمر أناستاسيا جاسانوفا إميلي أربوثنوت                      |
| 11 أبريل | أنطاليا، تركيا ملعب صلب $10،000 قرعة المباريات الفردية والزوجية                                        | إميلي أربوثنوت هارييت دارت 6–1، 6–0                       | أناستاسيا جاسانوفا أنا شانيدزه      | أنا شانيدزه فيكتوريا توموفا            | فاطمة النبهاني دانا كريمر أناستاسيا جاسانوفا إميلي أربوثنوت                      |
| 18 أبريل | ملعب صلبee's Pro Classic دوسان، الولايات المتحدة ملعب ترابي $50٬000 Singles – Doubles                  | ريبيكا بيترسون 6–4، 6–2                                   | تايلور تاونسند                      | آلا كودريافتسيفا جيسيكا بيجلا          | آنا تاتيشفيلي جينيفر برادي كاترينا ستيوارت ماريا سانشيز                          |
| 18 أبريل | ملعب صلبee's Pro Classic دوسان، الولايات المتحدة ملعب ترابي $50٬000 Singles – Doubles                  | آسيا محمد تايلور تاونسند 6–0، 6–1                         | كيتلين ووريسكي كيري وونغ            | آلا كودريافتسيفا جيسيكا بيجلا          | آنا تاتيشفيلي جينيفر برادي كاترينا ستيوارت ماريا سانشيز                          |
| 18 أبريل | ناننينغ، الصين ملعب صلب $25٬000 قرعة المباريات الفردية والزوجية                                        | تشانغ كيلين 6–3، 6–4                                      | ليو فانجزو                          | دليلا ياكوبوفيتش لو جينغجينغ           | ريكو ساوياناجي إريكا سما ليو تشانغ مايو هيبي                                     |
| 18 أبريل | ناننينغ، الصين ملعب صلب $25٬000 قرعة المباريات الفردية والزوجية                                        | ليو تشانغ فاراتشايا وونجتينتشاي 6–1، 6–4                  | كسينيا ليكينا إميلي ويبلي سميث      | دليلا ياكوبوفيتش لو جينغجينغ           | ريكو ساوياناجي إريكا سما ليو تشانغ مايو هيبي                                     |
| 18 أبريل | باورو، البرازيل ملعب ترابي $10٬000 قرعة المباريات الفردية والزوجية                                     | باولا أورمايتشيا 1–6، 6–3، 7–5                            | جوليتا إستابل                       | ناتالي كوراتا هارموني تان              | أندريا كوخ بنفنوتو مارين بارتود إدواردا بياي ستيفاني مارييل بيتيت                |
| 18 أبريل | باورو، البرازيل ملعب ترابي $10٬000 قرعة المباريات الفردية والزوجية                                     | ناتالي كوراتا إدواردا بياي 7–6(7–4)، 7–5                  | كارولينا ألفيس جوليتا إستابل        | ناتالي كوراتا هارموني تان              | أندريا كوخ بنفنوتو مارين بارتود إدواردا بياي ستيفاني مارييل بيتيت                |
| 18 أبريل | شرم الشيخ، مصر ملعب صلب $10،000 قرعة المباريات الفردية والزوجية                                        | كاتي بولتر 4–6، 6–3، 7–5                                  | أناستازيا بريبيلوفا                 | آنا بريبيلوفا إستيل كاسينو             | ميلاني كلافنير جاكلين كريستيان كليمانس فيول سامانثا موراي                        |
| 18 أبريل | شرم الشيخ، مصر ملعب صلب $10،000 قرعة المباريات الفردية والزوجية                                        | أناستازيا بريبيلوفا نعومي توتكا 6–1، 3–6، [14–12]         | علا أبو ذكري ديسبينا باباميتشايل    | آنا بريبيلوفا إستيل كاسينو             | ميلاني كلافنير جاكلين كريستيان كليمانس فيول سامانثا موراي                        |
| 18 أبريل | هيراكليون، اليونان ملعب صلب $10،000 قرعة المباريات الفردية والزوجية                                    | ناستازيا بورنيت 6–4، 7–6(7–4)                             | ديانا مارسنكفيتشا                   | أمينا بيكتاس شانيل سيموندز             | إيرينا بورييو إسكوريهويلا فاليريا سافينيخ فريا كريستي أليونا سوتنيكوفا           |
| 18 أبريل | هيراكليون، اليونان ملعب صلب $10،000 قرعة المباريات الفردية والزوجية                                    | فريا كريستي شانيل سيموندز 6–4، 6–0                        | فاليريا سافينيخ أليونا سوتنيكوفا    | أمينا بيكتاس شانيل سيموندز             | إيرينا بورييو إسكوريهويلا فاليريا سافينيخ فريا كريستي أليونا سوتنيكوفا           |
| 18 أبريل | بولا، إيطاليا ملعب ترابي $10،000 قرعة المباريات الفردية والزوجية                                       | جاسمين باوليني 0–1، انسحاب                                | تيساه أندريانجافيتريمو              | أليس بالدوتشي كلوديا جيوفين            | بريسيلا هون جويا باربييري مارتينا تريفيسان مارتينا دي جوزيبي                     |
| 18 أبريل | بولا، إيطاليا ملعب ترابي $10،000 قرعة المباريات الفردية والزوجية                                       | بيا كونينغ صوفيا كوفالتس 6–3، 3–6، [10–8]                 | فينسين ريمي ماري تيمين              | أليس بالدوتشي كلوديا جيوفين            | بريسيلا هون جويا باربييري مارتينا تريفيسان مارتينا دي جوزيبي                     |
| 18 أبريل | شيمكنت، كازاخستان ملعب ترابي $10،000 قرعة المباريات الفردية والزوجية                                   | كاميلة كيريمبايفا 6–4، 6–4                                | إيكاترينا كازيونوفا                 | كرمن إيلونا هان سونغ هي                | كومولا أوماروفا ليزا ماتفيينكو سفياتلانا بيرازينكا نونا كورغينيان                |
| 18 أبريل | شيمكنت، كازاخستان ملعب ترابي $10،000 قرعة المباريات الفردية والزوجية                                   | كرمن إيلونا سفياتلانا بيرازينكا 4–6، 7–6(7–4)، [10–8]     | أناستازيا فرولوفا كاميلة كيريمبايفا | كرمن إيلونا هان سونغ هي                | كومولا أوماروفا ليزا ماتفيينكو سفياتلانا بيرازينكا نونا كورغينيان                |
| 18 أبريل | الحمامات، تونس ملعب ترابي $10،000 قرعة المباريات الفردية والزوجية                                      | ساندرا زانيوسكا 7–6(7–4)، 6–2                             | أنجيليكا موراتيلي                   | فاندا لوكاش ليزا سابينو                | مانو أركانجيولي ناتاليجا كوستيتش كارولين فيرنر مادلين كوبيلت                     |
| 18 أبريل | الحمامات، تونس ملعب ترابي $10،000 قرعة المباريات الفردية والزوجية                                      | مانو أركانجيولي أنجيليكا موراتيلي 6–3، 6–4                | إيناس إيبو بيترا جانوسكوفا          | فاندا لوكاش ليزا سابينو                | مانو أركانجيولي ناتاليجا كوستيتش كارولين فيرنر مادلين كوبيلت                     |
| 18 أبريل | أنطاليا، تركيا ملعب صلب $10،000 قرعة المباريات الفردية والزوجية                                        | إيرينا شيمانوفيتش 6–0، 6–1                                | دانا كريمر                          | دايانا نيجرينو بيبيان ويجرز            | نيكوليتا دايسكاليو إليسا فانلانغندونك أناستاسيا جاسانوفا لو بروولو               |
| 18 أبريل | أنطاليا، تركيا ملعب صلب $10،000 قرعة المباريات الفردية والزوجية                                        | جازماي دريو إيرينا شيمانوفيتش 3–6، 6–1، [10–2]            | تايسيا مورديرجر يانا مورديرجر       | دايانا نيجرينو بيبيان ويجرز            | نيكوليتا دايسكاليو إليسا فانلانغندونك أناستاسيا جاسانوفا لو بروولو               |
| 25 أبريل | ملعب ترابي بويد تينسلي كلاسيك للسيدات شارلوتسفيل، الولايات المتحدة ملعب ترابي 50،000 دولار فردي – زوجي | تايلور تاونسند 7–5، 6–1                                   | غريس مين                            | إليتسا كوستوفا آنا تاتيشفيلي           | كايلا داي ساتشيا فيكري ألكسندرا بانوفا جيسيكا بيجلا                              |
| 25 أبريل | ملعب ترابي بويد تينسلي كلاسيك للسيدات شارلوتسفيل، الولايات المتحدة ملعب ترابي 50،000 دولار فردي – زوجي | آسيا محمد تايلور تاونسند 7–6(7–4)، 6–0                    | ألكسندرا بانوفا شيلبي روجرز         | إليتسا كوستوفا آنا تاتيشفيلي           | كايلا داي ساتشيا فيكري ألكسندرا بانوفا جيسيكا بيجلا                              |
| 25 أبريل | فيسبادن، ألمانيا ملعب ترابي 25،000 دولار قرعة المباريات الفردية والزوجية                               | فيكتوريا كان 6–2، 4–6، 6–0                                | لورا شايدر                          | بولينا فينوغرادوفا فيفيين يوهاسوفا     | ناتاليا فيكليانتسيفا شارون فيشمان آنا زيا ألين بويكينس                           |
| 25 أبريل | فيسبادن، ألمانيا ملعب ترابي 25،000 دولار قرعة المباريات الفردية والزوجية                               | ماري بينوا أرانتشا روس 6–2، 6–2                           | ستيفي ديستلماس ديمي شورس            | بولينا فينوغرادوفا فيفيين يوهاسوفا     | ناتاليا فيكليانتسيفا شارون فيشمان آنا زيا ألين بويكينس                           |
| 25 أبريل | كياسو، سويسرا ملعب ترابي 25،000 دولار قرعة المباريات الفردية والزوجية                                  | إيزابيلا شنيكوفا 6–3، 7–6(7–1)                            | أماندا كاريراس                      | إلينا غابرييلا روس جوليا جابهر         | تمارا زيدانسيك ريكا لوكا جاني ساندرا سمير جيل تيخمان                             |
| 25 أبريل | كياسو، سويسرا ملعب ترابي 25،000 دولار قرعة المباريات الفردية والزوجية                                  | أنطونيا لوتنير آنه شيفر 6–1، 6–1                          | أولغا بروزدا كاتارزينا كاوا         | إلينا غابرييلا روس جوليا جابهر         | تمارا زيدانسيك ريكا لوكا جاني ساندرا سمير جيل تيخمان                             |
| 25 أبريل | فيلا ديل ديكي، الأرجنتين ملعب ترابي $10،000 قرعة المباريات الفردية والزوجية                            | إيلي هالباور 7–5، 6–2                                     | فرناندا بريتو                       | جولييتا استابل فيكتوريا بوثيو          | نولييا زيبالوس أنجيليكا إسايفا كارولينا ألفيس ميلينا فيريرو                      |
| 25 أبريل | فيلا ديل ديكي، الأرجنتين ملعب ترابي $10،000 قرعة المباريات الفردية والزوجية                            | فرناندا بريتو كاميلا جيانجريكو كامبيز 6–3، 7–5            | ناتالي كوراتا إدواردا بياي          | جولييتا استابل فيكتوريا بوثيو          | نولييا زيبالوس أنجيليكا إسايفا كارولينا ألفيس ميلينا فيريرو                      |
| 25 أبريل | توتشبي، كرواتيا ملعب ترابي $10،000 قرعة المباريات الفردية والزوجية                                     | أني ميجاتشيكا 6–3، 1–6، 6–3                               | تيريزا مردجا                        | نينا بوطوتشنيك إيفا زاغوراتش           | بويانا ماركوفيتش كاترينا جوكيتش بولينا ميلوسافليفيتش أدرييانا ليكاي              |
| 25 أبريل | توتشبي، كرواتيا ملعب ترابي $10،000 قرعة المباريات الفردية والزوجية                                     | داشا إيفانوفا بترا كرجسوفا 6–3، 2–6، [10–5]               | إيما لين أدرييانا ليكاي             | نينا بوطوتشنيك إيفا زاغوراتش           | بويانا ماركوفيتش كاترينا جوكيتش بولينا ميلوسافليفيتش أدرييانا ليكاي              |
| 25 أبريل | شرم الشيخ، مصر ملعب صلب $10،000 قرعة المباريات الفردية والزوجية                                        | جوليا واشاتشيك 6–3، 6–4                                   | سامانثا موراي                       | ميلاني كلافنير كليمونس فايل            | لينيا مالمكفيست ميتشيكا أوزيكي نوبون ليرتشيواكارن علا أبو ذكري                   |
| 25 أبريل | شرم الشيخ، مصر ملعب صلب $10،000 قرعة المباريات الفردية والزوجية                                        | سامانثا موراي ديسبينا باباميتشايل 6–3، 6–2                | علا أبو ذكري جاكلين كريستيان        | ميلاني كلافنير كليمونس فايل            | لينيا مالمكفيست ميتشيكا أوزيكي نوبون ليرتشيواكارن علا أبو ذكري                   |
| 25 أبريل | هيراكليون، اليونان ملعب صلب $10،000 قرعة المباريات الفردية والزوجية                                    | ديانا مارسنكفيتشا 6–1، 6–3                                | سارا شاكاريفيك                      | مارغو ييروليموس أليونا سوتنيكوفا       | ألكساندرا بيربر ألينا سيليتش سارة بيث غري فاليريا سافينيخ                        |
| 25 أبريل | هيراكليون، اليونان ملعب صلب $10،000 قرعة المباريات الفردية والزوجية                                    | فاليريا سافينيخ أليونا سوتنيكوفا 4–6، 6–4، [10–7]         | كسينيا بيكير ألينا سيليتش           | مارغو ييروليموس أليونا سوتنيكوفا       | ألكساندرا بيربر ألينا سيليتش سارة بيث غري فاليريا سافينيخ                        |
| 25 أبريل | جيور، المجر ملعب ترابي $10،000 قرعة المباريات الفردية والزوجية                                         | بيانكا بيكفي 3–6، 7–5، 6–2                                | لوكا ناجيميهايلي                    | ديانا رادانوفيتش أغنس بوكتي            | فيسنا دولونك أناستاسيا شوشينا لينكا جريكوفا غوادالوبي بيريز روجاس                |
| 25 أبريل | جيور، المجر ملعب ترابي $10،000 قرعة المباريات الفردية والزوجية                                         | غوادالوبي بيريز روجاس فرانسيسكا ستيفنسون 6–4، 2–6، [10–6] | ديانا نيغريان ربيكا ستولمار         | ديانا رادانوفيتش أغنس بوكتي            | فيسنا دولونك أناستاسيا شوشينا لينكا جريكوفا غوادالوبي بيريز روجاس                |
| 25 أبريل | بولا، إيطاليا ملعب ترابي $10،000 قرعة المباريات الفردية والزوجية                                       | كاميلا سكالا 6–1، 5–7، 6–1                                | آنا ريموندينا                       | صوفيا كوفالتس ليزا ويبورن              | بيا كونينغ لويزا ماري هوبر سنهاديفي ريدي بريسيلا هون                             |
| 25 أبريل | بولا، إيطاليا ملعب ترابي $10،000 قرعة المباريات الفردية والزوجية                                       | بيا كونينغ ليزا ويبورن 1–6، 7–5، [11–9]                   | مارسيلا كوكا كاميلا سكالا           | صوفيا كوفالتس ليزا ويبورن              | بيا كونينغ لويزا ماري هوبر سنهاديفي ريدي بريسيلا هون                             |
| 25 أبريل | شيمكنت، كازاخستان ملعب ترابي $10،000 قرعة المباريات الفردية والزوجية                                   | آنا كالينسكايا 6–4، 6–2                                   | كرمن إيلونا                         | هان سونغ هي كومولا أوماروفا            | سابينا شاريبوفا مارتا بايجينا سفياتلانا برازينكا ليزا ماتفيينكو                  |
| 25 أبريل | شيمكنت، كازاخستان ملعب ترابي $10،000 قرعة المباريات الفردية والزوجية                                   | كرمن إيلونا سفياتلانا برازينكا 6–3، 6–4                   | أناستازيا فرولوفا كاميلا كيريمبايفا | هان سونغ هي كومولا أوماروفا            | سابينا شاريبوفا مارتا بايجينا سفياتلانا برازينكا ليزا ماتفيينكو                  |
| 25 أبريل | حمّامت، تونس ملعب ترابي $10،000 قرعة المباريات الفردية والزوجية                                         | ساندرا زانيوسكا 6–1، 6–4                                  | إيناس إيبو                          | سوجانيا بافيستي ناتاليا كوستيچ         | فيونا كودينو نورا نيدميرس كارولين فيرنر فاندا لوكاش                              |
| 25 أبريل | حمّامت، تونس ملعب ترابي $10،000 قرعة المباريات الفردية والزوجية                                         | مادلين كوبيلت نورا نيدميرس 1–6، 6–3، [10–7]               | إيناس إيبو بترا يانوسكوفا           | سوجانيا بافيستي ناتاليا كوستيچ         | فيونا كودينو نورا نيدميرس كارولين فيرنر فاندا لوكاش                              |
| 25 أبريل | مانيسا (مدينة)، تركيا ملعب ترابي $10،000 قرعة المباريات الفردية والزوجية                               | لينا جيرتشيسكا 6–1، 6–2                                   | ألونا فومينا                        | ناتاشا بريدل آبي مايرز                 | تيريزا كولاروفا بيتيا أرشينكوفا جوليا ستاماتوفا ميليس سيزر                       |
| 25 أبريل | مانيسا (مدينة)، تركيا ملعب ترابي $10،000 قرعة المباريات الفردية والزوجية                               | آبي مايرز ميليس سيزر 6–4، 6–4                             | إيليني دانيليدو مارغريتا لازاريفا   | ناتاشا بريدل آبي مايرز                 | تيريزا كولاروفا بيتيا أرشينكوفا جوليا ستاماتوفا ميليس سيزر                       |

### مايو
| الأسبوع | البطولة | الفائزات                                                   | الوصيفات                                          | المتأهلات لنصف النهائي                   | المتأهلات لربع النهائي                                                      |
| ------- | --- | ---------------------------------------------------------- | ------------------------------------------------- | ---------------------------------------- | --------------------------------------------------------------------------- |
| مايو 2  | Kunming Open أنينغ، الصين ملعب ترابي $100،000 Singles – Doubles                                                            | تشانغ كيلين 6–1، 0–6، 4–2، انسحاب.                         | بينغ شواي                                         | ليو تشانغ هان زينيون                     | جيسيكا مور ألكساندرينا نايدينوفا فيكتوريا كامينسكايا شو شيلين               |
| مايو 2  | Kunming Open أنينغ، الصين ملعب ترابي $100،000 Singles – Doubles                                                            | وانغ يافان تشانغ كيلين 6–7(3–7)، 7–6(7–2)، [10–1]          | فاراتشايا وونجتينتشاي يانغ زاوكسوان               | ليو تشانغ هان زينيون                     | جيسيكا مور ألكساندرينا نايدينوفا فيكتوريا كامينسكايا شو شيلين               |
| مايو 2  | Engie Open de Cagnes-sur-Mer Alpes-Maritimes كاني سور مير، فرنسا ملعب ترابي $100،000 Singles – Doubles                     | ماجدا لينيت 6–3، 7–5                                       | كارينا ويثوفت                                     | تاتيانا ماريا مارينا زانيفسكا            | كاترينا كوزلوفا بولين بارمنتييه ستيفاني فوجيلي زارينا دياز                  |
| مايو 2  | Engie Open de Cagnes-sur-Mer Alpes-Maritimes كاني سور مير، فرنسا ملعب ترابي $100،000 Singles – Doubles                     | أندريا ميتو ديمي شورس 6–4، 7–5                             | زينيا كنول ألكسندرا كرونتش                        | تاتيانا ماريا مارينا زانيفسكا            | كاترينا كوزلوفا بولين بارمنتييه ستيفاني فوجيلي زارينا دياز                  |
| مايو 2  | Kangaroo Cup غيفو (غيفو)، اليابان ملعب صلب $75،000+H Singles – Doubles                                                     | هيروكو كواتا 6–2، 2–6، 6–4                                 | وانغ كيانغ                                        | شاكو أوياما تشو لين                      | مايو هيبي إري هوزمي ريكو ساوياناجي ليو فانجزو                               |
| مايو 2  | Kangaroo Cup غيفو (غيفو)، اليابان ملعب صلب $75،000+H Singles – Doubles                                                     | إري هوزمي ميو كاتو 6–1، 6–2                                | هيروكو كواتا أياكا أوكونو                         | شاكو أوياما تشو لين                      | مايو هيبي إري هوزمي ريكو ساوياناجي ليو فانجزو                               |
| مايو 2  | ريفوليوشن تكنولوجيز برو تنس كلاسيك إنديان هاربر بيتش، الولايات المتحدة ملعب ترابي $75،000 فردي – زوجي                      | جينيفر برادي 6–3، 7–5                                      | تايلور تاونسند                                    | آنا تاتيشفيلي آسيا محمد                  | شيلبي روجرز غريس مين ألكسندرا بانوفا برناردا بيرا                           |
| مايو 2  | ريفوليوشن تكنولوجيز برو تنس كلاسيك إنديان هاربر بيتش، الولايات المتحدة ملعب ترابي $75،000 فردي – زوجي                      | جوليا غلوشكو ألكسندرا بانوفا 7–5، 6–4                      | جيسيكا بيجلا ماريا سانشيز                         | آنا تاتيشفيلي آسيا محمد                  | شيلبي روجرز غريس مين ألكسندرا بانوفا برناردا بيرا                           |
| مايو 2  | نانا تروفي تونس (مدينة)، تونس ملعب ترابي $50،000 فردي – زوجي                                                               | أنس جابر 1–6، 6–2، 6–2                                     | رومينا أوبراندي                                   | إيرينا خروماتشيفا ليزلي كيرخوف           | إيزابيلا شنيكوفا ميرتل جورج شيرازاد ريكس سابينا شاريبوفا                    |
| مايو 2  | نانا تروفي تونس (مدينة)، تونس ملعب ترابي $50،000 فردي – زوجي                                                               | أرينا روديونوفا فاليريا ستراخوفا 6–1، 6–2                  | إيرينا خروماتشيفا ايبك سويلو                      | إيرينا خروماتشيفا ليزلي كيرخوف           | إيزابيلا شنيكوفا ميرتل جورج شيرازاد ريكس سابينا شاريبوفا                    |
| مايو 2  | فيلا ماريا، الأرجنتين ملعب ترابي $10،000 قرعة المباريات الفردية والزوجية                                                   | فرناندا بريتو 4–6، 6–3، 6–2                                | إيلي هالبوير                                      | فيكتوريا بوثيو كاميلا جيانجريكو كامبيز   | باربارا غاتيكا كونستانزا فيغا جولييتا إستابلي ستيفاني نمتسوفا               |
| مايو 2  | فيلا ماريا، الأرجنتين ملعب ترابي $10،000 قرعة المباريات الفردية والزوجية                                                   | كارولينا الفيس كونستانزا فيغا 6–1، 7–6(7–4)                | باربارا غاتيكا ستيفاني مرييل بيتي                 | فيكتوريا بوثيو كاميلا جيانجريكو كامبيز   | باربارا غاتيكا كونستانزا فيغا جولييتا إستابلي ستيفاني نمتسوفا               |
| مايو 2  | بول، كرواتيا ملعب ترابي $10،000 قرعة المباريات الفردية والزوجية                                                            | مجدالينا بانتوتسكوفا 6–1، 4–6، 6–2                         | غابرييلا بانتوتسكوفا                              | ميلاني ستوك ماريا ماتياس                 | مانكا بيسلاك فيفيان وولف بولونا ريبرشاك أنستاسيا فيدوريشين                  |
| مايو 2  | بول، كرواتيا ملعب ترابي $10،000 قرعة المباريات الفردية والزوجية                                                            | داشا إيفانوفا بترا كرجسوفا 6–1، 6–3                        | نايكثا بينز ألكسندرا موروزوفا                     | ميلاني ستوك ماريا ماتياس                 | مانكا بيسلاك فيفيان وولف بولونا ريبرشاك أنستاسيا فيدوريشين                  |
| مايو 2  | شرم الشيخ، مصر ملعب صلب $10،000 قرعة المباريات الفردية والزوجية                                                            | نوبون ليرتشيواكارن 6–4، 6–1                                | برينا بهابري                                      | علا أبو ذكري سامانثا موراي               | جاكلين كريستيان ديسبينا باباميتشايل سارة توميك نعومي توتك                   |
| مايو 2  | شرم الشيخ، مصر ملعب صلب $10،000 قرعة المباريات الفردية والزوجية                                                            | سامانثا موراي ديسبينا باباميتشايل 3–6، 6–2، [10–1]         | نيدي تشيلومولا ريشيكا سانكارا                     | علا أبو ذكري سامانثا موراي               | جاكلين كريستيان ديسبينا باباميتشايل سارة توميك نعومي توتك                   |
| مايو 2  | جيور، هنغاريا ملعب ترابي $10،000 قرعة المباريات الفردية والزوجية                                                           | فيسنا دولونك 6–3، 7–5                                      | أنستاسيا شوشينا                                   | بيانكا بيكفي غوادالوبي بيريز روجاس       | لوكا ناجيميهالي ريبيكا ستولمار غابرييلا هوراچكوفا ناديا كولب                |
| مايو 2  | جيور، هنغاريا ملعب ترابي $10،000 قرعة المباريات الفردية والزوجية                                                           | دايانا نيجريانو ريبيكا ستولمار 7–6(7–4)، 6–0               | مارينا كولب ناديا كولب                            | بيانكا بيكفي غوادالوبي بيريز روجاس       | لوكا ناجيميهالي ريبيكا ستولمار غابرييلا هوراچكوفا ناديا كولب                |
| مايو 2  | بولا، إيطاليا ملعب ترابي $10،000 قرعة المباريات الفردية والزوجية                                                           | بريسيلا هون 6–2، 6–2                                       | جيسيكا كريفيلتو                                   | آنا توراتي سنيها ديفي ريدي               | كاميلا سكالا كارمان ثاندي أناستاسيا شيكالكينا تيس سجنو                      |
| مايو 2  | بولا، إيطاليا ملعب ترابي $10،000 قرعة المباريات الفردية والزوجية                                                           | فيديريكا أرسيدياكونو غايا سانيسي 6–4، 6–1                  | فيرونيكا نابوليتانو آنا ريموندينا                 | آنا توراتي سنيها ديفي ريدي               | كاميلا سكالا كارمان ثاندي أناستاسيا شيكالكينا تيس سجنو                      |
| مايو 2  | خيمكي، روسيا ملعب صلب (indoor) $10،000 قرعة المباريات الفردية والزوجية                                                     | أناستاسيا جاسانوفا 3–6، 6–2، 6–3                           | يانا سيزيكوفا                                     | بولينا مونوفا جولنارا نازاروفا           | ألينا تاراسوفا فاليريا يُشينكو أولغا دوروشينا أناستازيا بوتابوفا             |
| مايو 2  | خيمكي، روسيا ملعب صلب (indoor) $10،000 قرعة المباريات الفردية والزوجية                                                     | أولغا دوروشينا ألينا تاراسوفا 6–2، 6–4                     | بولينا مونوفا يانا سيزيكوفا                       | بولينا مونوفا جولنارا نازاروفا           | ألينا تاراسوفا فاليريا يُشينكو أولغا دوروشينا أناستازيا بوتابوفا             |
| مايو 2  | أنطاليا، تركيا ملعب صلب $10،000 قرعة المباريات الفردية والزوجية                                                            | آيلا أكسو 6–4، 6–1                                         | جوليا ستاماتوفا                                   | آبي مايرز سارة لي                        | ناتاشا بريدل أوليانا أيزاتولينا هارييت دارت أندريا غيتيسكو                  |
| مايو 2  | أنطاليا، تركيا ملعب صلب $10،000 قرعة المباريات الفردية والزوجية                                                            | إمينا بيكتاس سارة لي 6–0، 6–3                              | آيلا أكسو جوليا ستاماتوفا                         | آبي مايرز سارة لي                        | ناتاشا بريدل أوليانا أيزاتولينا هارييت دارت أندريا غيتيسكو                  |
| 9 مايو  | إمباير سلوفاك أوبن ترنافا، سلوفاكيا ملعب ترابي $100،000 فردي – زوجي                                                        | كاترينا سينياكوفا 7–6(7–4)، 5–7، 6–0                       | أناستازيا سيفاستوفا                               | ريبيكا سرامكوفا زارينا دياز              | فيكتوريا كوزموفا ميسا إجوشي باولا كانيا كريستينا بليسكوفا                   |
| 9 مايو  | إمباير سلوفاك أوبن ترنافا، سلوفاكيا ملعب ترابي $100،000 فردي – زوجي                                                        | آنا كالينسكايا تيريزا ميهاليكوفا 6–1، 7–6(7–4)             | يفجينيا رودينا أناستازيا سيفاستوفا                | ريبيكا سرامكوفا زارينا دياز              | فيكتوريا كوزموفا ميسا إجوشي باولا كانيا كريستينا بليسكوفا                   |
| 9 مايو  | أوبن إنجي سانت جودان ميدي بيرينيه سان جودان، فرنسا ملعب ترابي $50،000+H فردي – زوجي                                        | إيرينا خروماتشيفا 1–6، 7–6(7–3)، 6–1                       | ماريا سكاري                                       | أماندا كاريراس باولا كريستينا غونسالفيس  | فيرونيكا سبيد رويج فيكتوريا غولوبيتش ناتاليا فيكليانتسيفا أمرا ساديكوفيتش   |
| 9 مايو  | أوبن إنجي سانت جودان ميدي بيرينيه سان جودان، فرنسا ملعب ترابي $50،000+H فردي – زوجي                                        | ديمي شورس ريناتا فوراكوفا 6–1، 6–2                         | نيكولا جوير فيكتوريا غولوبيتش                     | أماندا كاريراس باولا كريستينا غونسالفيس  | فيرونيكا سبيد رويج فيكتوريا غولوبيتش ناتاليا فيكليانتسيفا أمرا ساديكوفيتش   |
| 9 مايو  | كأس فوكوكا الدولية للسيدات فوكوكا، اليابان عشبي $50،000 فردي – زوجي                                                        | كسينيا ليكينا 6–2، 6–7(2–7)، 6–0                           | كيوكا أوكامورا                                    | جونري ناميجاتا ستورم ساندرز              | أندي دي فرومي ماكوتو نينوميا شو تشينغ ون شيهو أكيتا                         |
| 9 مايو  | كأس فوكوكا الدولية للسيدات فوكوكا، اليابان عشبي $50،000 فردي – زوجي                                                        | أندي دي فرومي ألكساندرينا نايدينوفا 6–4، 6–1               | نيجينا أبدوريموفا كسينيا ليكينا                   | جونري ناميجاتا ستورم ساندرز              | أندي دي فرومي ماكوتو نينوميا شو تشينغ ون شيهو أكيتا                         |
| 9 مايو  | جيور، هنغاريا ملعب ترابي $25،000 قرعة المباريات الفردية والزوجية                                                           | تمارا زيدانسيك 4–6، 4–6                                    | إيكاترينا ألكسندروفا                              | كارولينا موتشوفا باربارا هاس             | تيريزا مارتينكوفا تينا لوكاس إيرينا ماريا بارا ديانا نيجرينو                |
| 9 مايو  | جيور، هنغاريا ملعب ترابي $25،000 قرعة المباريات الفردية والزوجية                                                           | ريكا لوكا جاني آنا فرلجيتش 4–6، 3–6                        | فاندا لوكاش شانتال شكاملوفا                       | كارولينا موتشوفا باربارا هاس             | تيريزا مارتينكوفا تينا لوكاس إيرينا ماريا بارا ديانا نيجرينو                |
| 9 مايو  | المرسى (تونس)، تونس ملعب ترابي $25،000 قرعة المباريات الفردية والزوجية                                                     | فيكتوريا كان 4–6، 4–6                                      | غالينا فوسكوبويفا                                 | أنس جابر شيرازاد ريكس                    | كريستيانا فيراندو دانييلا سيغيل فيتاليا دياتشينكو سابينا شاريبوفا           |
| 9 مايو  | المرسى (تونس)، تونس ملعب ترابي $25،000 قرعة المباريات الفردية والزوجية                                                     | فيتاليا دياتشينكو غالينا فوسكوبويفا 3–6، 6–1، [10–12]      | فيكتوريا كان سابينا شاريبوفا                      | أنس جابر شيرازاد ريكس                    | كريستيانا فيراندو دانييلا سيغيل فيتاليا دياتشينكو سابينا شاريبوفا           |
| 9 مايو  | نابولي، الولايات المتحدة ملعب ترابي $25،000 قرعة المباريات الفردية والزوجية                                                | فاليريا سولوفيفا 4–6، 0–6                                  | كايلا داي                                         | كارولين دولهايد سيسي بيليس               | سوزان سيليك صوفيا كينين أولغا يانتشوك ميشيل لارشر دي بريتو                  |
| 9 مايو  | نابولي، الولايات المتحدة ملعب ترابي $25،000 قرعة المباريات الفردية والزوجية                                                | غابرييلا سي جوستينا ججيولكا 1–6، 2–6                       | صوفي تشانغ ريناتا زارازوا                         | كارولين دولهايد سيسي بيليس               | سوزان سيليك صوفيا كينين أولغا يانتشوك ميشيل لارشر دي بريتو                  |
| 9 مايو  | بول، كرواتيا ملعب ترابي $10،000 قرعة المباريات الفردية والزوجية                                                            | غابرييلا بانتوتشكوفا 5–7، 5–7                              | كاثينكا فون ديكمان                                | ماغدالينا بانتوتشكوفا مارين بارتو        | نايكثا بينز داشا إيفانوفا بويانا مارينكوفيتش أني ميجاتشيكا                  |
| 9 مايو  | بول، كرواتيا ملعب ترابي $10،000 قرعة المباريات الفردية والزوجية                                                            | نايكثا بينز داشا إيفانوفا 2–6، 6–4، [7–10]                 | مارين بارتو لايتيسيا سارازين                      | ماغدالينا بانتوتشكوفا مارين بارتو        | نايكثا بينز داشا إيفانوفا بويانا مارينكوفيتش أني ميجاتشيكا                  |
| 9 مايو  | شرم الشيخ، مصر ملعب صلب $10،000 قرعة المباريات الفردية والزوجية                                                            | سارا توميك 4–6، 1–6                                        | آنا مورجينا                                       | جوايريا نور الدين برنابامبري             | ثيو گرافويل إينيس مورتا أنيت مونوزوفا سري بيدي رييدي                        |
| 9 مايو  | شرم الشيخ، مصر ملعب صلب $10،000 قرعة المباريات الفردية والزوجية                                                            | آنا مورجينا سارا توميك 3–6، 2–6                            | إيليني كوردولايمي أنيت مونوزوفا                   | جوايريا نور الدين برنابامبري             | ثيو گرافويل إينيس مورتا أنيت مونوزوفا سري بيدي رييدي                        |
| 9 مايو  | بولا، إيطاليا ملعب ترابي $10،000 قرعة المباريات الفردية والزوجية                                                           | أوليسيا بروفوشينا 3–6، 6–3، 5–7                            | كورينا دينتوني                                    | ديبورا كيرفس كارمان ثاندي                | صوفيا زهوك مارغوت ييروليموس صوفيا كفاتسابايا ديبورا كيزا                    |
| 9 مايو  | بولا، إيطاليا ملعب ترابي $10،000 قرعة المباريات الفردية والزوجية                                                           | ديبورا كيزا أولغا باريس آزكويتا 4–6، 4–6                   | فيديريكا أرسيديكونو مارتينا سبيغاريلي             | ديبورا كيرفس كارمان ثاندي                | صوفيا زهوك مارغوت ييروليموس صوفيا كفاتسابايا ديبورا كيزا                    |
| 9 مايو  | Torneo Internacional de Tenis Femenino "كونشيتا مارتينيز" منتشون، اسبانيا ملعب صلب $10،000 قرعة المباريات الفردية والزوجية | ماري بوزكوفا 4–6، 4–6                                      | جيسيكا بونشيت                                     | غابرييلا تايلور إستريلا كابيزا كانديلا   | أليس باكيي ماريا خوسيه لوكي مورينو سنيها ديفي ريدي آني أميراغيان            |
| 9 مايو  | Torneo Internacional de Tenis Femenino "كونشيتا مارتينيز" منتشون، اسبانيا ملعب صلب $10،000 قرعة المباريات الفردية والزوجية | أليس باكيي غابرييلا تايلور 6–1، 6–1                        | إستريلا كابيزا كانديلا كريستينا سانشيز كوينتانيار | غابرييلا تايلور إستريلا كابيزا كانديلا   | أليس باكيي ماريا خوسيه لوكي مورينو سنيها ديفي ريدي آني أميراغيان            |
| 9 مايو  | باشتاد، السويد ملعب ترابي $10،000 قرعة المباريات الفردية والزوجية                                                          | كارين بريتزا 6–4، 6–4                                      | كورنيليا ليستر                                    | أندريا راهولت ماجدالينا فريتش            | نيكي لوتيكهويز أستريد بروين أولسن فاني أوستلند كاثارينا هيرينج              |
| 9 مايو  | باشتاد، السويد ملعب ترابي $10،000 قرعة المباريات الفردية والزوجية                                                          | إميلي فرانكاتي كورنيليا ليستر 6–2، 6–2                     | أستريد بروين أولسن مالين هيلغو                    | أندريا راهولت ماجدالينا فريتش            | نيكي لوتيكهويز أستريد بروين أولسن فاني أوستلند كاثارينا هيرينج              |
| 9 مايو  | أنطاليا، تركيا ملعب صلب $10،000 قرعة المباريات الفردية والزوجية                                                            | أيلا أكسو 6–1، 4–6، 7–6(7–1)                               | سارة لي                                           | هارييت دارت كاثرين سيبوف                 | تاييسيا مورديرجر أوليانا أيزاتولينا كيرا شروف ماري-ألكسندر ليدوك            |
| 9 مايو  | أنطاليا، تركيا ملعب صلب $10،000 قرعة المباريات الفردية والزوجية                                                            | سارة لي آشلي ماكيي 6–2، 3–6، [10–8]                        | ماريا فرناندا هيرازو يوليانا ليزارازو             | هارييت دارت كاثرين سيبوف                 | تاييسيا مورديرجر أوليانا أيزاتولينا كيرا شروف ماري-ألكسندر ليدوك            |
| 16 مايو | كأس جينيوان تشنغتشو، الصين ملعب صلب $50000 الفردي – الزوجي                                                                 | أناستازيا بيفوفاروفا 6–4، 6–4                              | لو جينغجينغ                                       | كيم نا ري ألكساندرينا نايدينوفا          | دانييل لاو أرينا سابالينكا بينغ شواي أكجول أمانمورادوف                      |
| 16 مايو | كأس جينيوان تشنغتشو، الصين ملعب صلب $50000 الفردي – الزوجي                                                                 | شون فانغينغ يو إكسياودي 1–6، 2–6، [7–10]                   | أكجول أمانمورادوف ميكايلا أونتشوفا                | كيم نا ري ألكساندرينا نايدينوفا          | دانييل لاو أرينا سابالينكا بينغ شواي أكجول أمانمورادوف                      |
| 16 مايو | كأس الأفضل كروما كروما، اليابان عشب $50000 الفردي – الزوجي                                                                 | كيوكا أوكامورا 7–6(12–10)، 1–6، 7–5                        | نيجينا أبدوريموفا                                 | أن صوفي ميستاتش كسينيا ليكينا            | أياكا أوكونو أندي دي فرومي دلما جالفي كاتي دان                              |
| 16 مايو | كأس الأفضل كروما كروما، اليابان عشب $50000 الفردي – الزوجي                                                                 | شو تشينغ ون كسينيا ليكينا 7–6(7–5)، 2–6                    | دلما جالفي Xu Shilin                              | أن صوفي ميستاتش كسينيا ليكينا            | أياكا أوكونو أندي دي فرومي دلما جالفي كاتي دان                              |
| 16 مايو | كزرتة، إيطاليا ملعب ترابي $25000 قرعة المباريات الفردية والزوجية                                                           | إيزابيلا شنيكوفا 6–2، 4–6، 6–2                             | دليلا ياكوبوفيتش                                  | ريبيكا سرامكوفا أناستازيا جريمالسكا      | نيكوليتا داسكالو ألبرتا بريانتي صوفيا شاباتافا كاميلا روزاتيليو             |
| 16 مايو | كزرتة، إيطاليا ملعب ترابي $25000 قرعة المباريات الفردية والزوجية                                                           | أماندا كاريراس أليس سافورتي 6–7(9–11)، 7–6(7–5)، [10–6]    | ألكسندرا كوراشفيلي ماريا مارفوتينا                | ريبيكا سرامكوفا أناستازيا جريمالسكا      | نيكوليتا داسكالو ألبرتا بريانتي صوفيا شاباتافا كاميلا روزاتيليو             |
| 16 مايو | غويانغ، كوريا الجنوبية ملعب صلب $25،000 قرعة المباريات الفردية والزوجية                                                    | هان نا لاي 6–3، 6–2                                        | هارييت دارت                                       | بونياوي ثامشايوات لي سو-را               | أناستاسيا جاسانوفا هان سونغ هي فاطمة النبهاني لي بي تشي                     |
| 16 مايو | غويانغ، كوريا الجنوبية ملعب صلب $25،000 قرعة المباريات الفردية والزوجية                                                    | فريا كريستي هارييت دارت 6–3، 6–2                           | أناستاسيا جاسانوفا ماديسون إنجليس                 | بونياوي ثامشايوات لي سو-را               | أناستاسيا جاسانوفا هان سونغ هي فاطمة النبهاني لي بي تشي                     |
| 16 مايو | بول، كرواتيا ملعب ترابي $10،000 قرعة المباريات الفردية والزوجية                                                            | تيريزا مردجا 6–4، 0–6، 6–1                                 | تينا لوكاس                                        | ماغدالينا بانتوتشكوفا مارين بارتود       | نيكول كوبرسميث مانكا بيسلاك غابرييلا بانتوتشكوفا نايكثا بينز                |
| 16 مايو | بول، كرواتيا ملعب ترابي $10،000 قرعة المباريات الفردية والزوجية                                                            | نايكثا بينز ألكسندرا موروكوفا 6–1، 2–6، [10–7]             | داشا إيفانوفا بترا كرجسوفا                        | ماغدالينا بانتوتشكوفا مارين بارتود       | نيكول كوبرسميث مانكا بيسلاك غابرييلا بانتوتشكوفا نايكثا بينز                |
| 16 مايو | شرم الشيخ، مصر ملعب صلب $10،000 قرعة المباريات الفردية والزوجية                                                            | ثيو جرافويل 7–6(7–5)، 6–4                                  | سري بيدي ريدي                                     | إليني كوردولايمي برانجالا يادلابالي      | آنا مورجينا فيديريكا براتي ناتاليا روسي نيدهي تشيلومولا                     |
| 16 مايو | شرم الشيخ، مصر ملعب صلب $10،000 قرعة المباريات الفردية والزوجية                                                            | بريرنا بامبري نيدهي تشيلومولا 3–6، 7–5، [10–7]             | تاماتشان مومكونثود برانجالا يادلابالي             | إليني كوردولايمي برانجالا يادلابالي      | آنا مورجينا فيديريكا براتي ناتاليا روسي نيدهي تشيلومولا                     |
| 16 مايو | رمات غان، إسرائيل ملعب صلب $10،000 قرعة المباريات الفردية والزوجية                                                         | بولينا مونوفا 4–6، 6–1، 6–4                                | فلادا إكشيباروفا                                  | ديانا نيجريانو مارتا بايجينا             | إليونور بارير شاهار بيرين جوزال أيني‌دينوفا سارة لي                          |
| 16 مايو | رمات غان، إسرائيل ملعب صلب $10،000 قرعة المباريات الفردية والزوجية                                                         | فلادا إكشيباروفا ناومي توتكا 6–2، 6–1                      | يوليا كالبينا بولينا مونوفا                       | ديانا نيجريانو مارتا بايجينا             | إليونور بارير شاهار بيرين جوزال أيني‌دينوفا سارة لي                          |
| 16 مايو | غالاتس، رومانيا ملعب ترابي $10،000 قرعة المباريات الفردية والزوجية                                                         | ألكسندرا بيربر 6–2، 1–6، 7–6(7–5)                          | ميريام بولغارو                                    | آني أميراغيان آنا ريموندينا              | يوليا إيفاشكو أوانا جافرلا إيوانا لوريدانا روسكا كارولاين فيرنر             |
| 16 مايو | غالاتس، رومانيا ملعب ترابي $10،000 قرعة المباريات الفردية والزوجية                                                         | ماريا فرناندا ألفيس غوادالوبي بيريز روجاس 6–4، 2–6، [10–8] | آني أميراغيان ألكسندرا بيربر                      | آني أميراغيان آنا ريموندينا              | يوليا إيفاشكو أوانا جافرلا إيوانا لوريدانا روسكا كارولاين فيرنر             |
| 16 مايو | بوستاد، السويد ملعب ترابي $10،000 قرعة المباريات الفردية والزوجية                                                          | باتي شنايدر 6–1، 6–3                                       | ميلاني ستوك                                       | فاني أوستلوند كورنيليا ليستر             | نيكي لوتيخيوس كارين بريتزا جاكلين كاباج أواد إيميلي فرانكاتي                |
| 16 مايو | بوستاد، السويد ملعب ترابي $10،000 قرعة المباريات الفردية والزوجية                                                          | إيميلي فرانكاتي كورنيليا ليستر 6–2، 6–4                    | إيرينا ماريا بارا ميلاني ستوك                     | فاني أوستلوند كورنيليا ليستر             | نيكي لوتيخيوس كارين بريتزا جاكلين كاباج أواد إيميلي فرانكاتي                |
| 16 مايو | الحمامات، تونس ملعب ترابي $10،000 قرعة المباريات الفردية والزوجية                                                          | ليزا سابينو 4–6، 7–5، 6–4                                  | ساندرا سمير                                       | جانا بوزنيخيرينكو أودري ألبي             | كلوديا كوبولا سارة فينك ناتاليا كوستيتش بيترا يانوسكوفا                     |
| 16 مايو | الحمامات، تونس ملعب ترابي $10،000 قرعة المباريات الفردية والزوجية                                                          | ناتاليا كوستيتش جانا بوزنيخيرينكو 6–4، 6–4                 | إيمانويل جيرارد فرانشيسكا جونز                    | جانا بوزنيخيرينكو أودري ألبي             | كلوديا كوبولا سارة فينك ناتاليا كوستيتش بيترا يانوسكوفا                     |
| 16 مايو | أنطاليا، تركيا ملعب صلب $10،000 قرعة المباريات الفردية والزوجية                                                            | ماريا فرناندا هيرازو 6–3، 4–6، 2–1، انسحاب                 | ماري-ألكساندر ليدوك                               | ناستجا كولار كاثرين سيبوف                | بيتيا أرشينكوفا فرانشيسكا ستيفنسون يوليانا ليزارازو ميليس سيزر              |
| 16 مايو | أنطاليا، تركيا ملعب صلب $10،000 قرعة المباريات الفردية والزوجية                                                            | كيرا شروف دروتي تاتشار فينوغوبال 6–3، 5–7، [10–1]          | ناستجا كولار فرانشيسكا ستيفنسون                   | ناستجا كولار كاثرين سيبوف                | بيتيا أرشينكوفا فرانشيسكا ستيفنسون يوليانا ليزارازو ميليس سيزر              |
| 23 مايو | متنزه تيانجين للصناعة الصحية تيانجين، الصين ملعب صلب $50،000 فردي – زوجي                                                   | أرينا سابالينكا 5–7، 6–3، 6–1                              | نينا ستويانوفيتش                                  | لورين ألبانيز ليو فانجزو                 | بينغ شواي دانييل لاو لو جينغجينغ أناستازيا بيفوفاروفا                       |
| 23 مايو | متنزه تيانجين للصناعة الصحية تيانجين، الصين ملعب صلب $50،000 فردي – زوجي                                                   | لي ييهونغ وانغ يان 1–6، 6–0، [10–4]                        | ليو زانتيج لو جينغجينغ                            | لورين ألبانيز ليو فانجزو                 | بينغ شواي دانييل لاو لو جينغجينغ أناستازيا بيفوفاروفا                       |
| 23 مايو | غرادو، إيطاليا ملعب ترابي $25،000 قرعة المباريات الفردية والزوجية                                                          | آنا بوغدان 2–6، 6–2، 7–6(7–1)                              | سوزان سيليك                                       | فلورنسيا مولينيرو بولا بادوسا جيبيرت     | مارتينا دي جوزيبي كاميلا سكالا ديانا مارسنكفيتشا دانييلا سيغيل              |
| 23 مايو | غرادو، إيطاليا ملعب ترابي $25،000 قرعة المباريات الفردية والزوجية                                                          | كاتالينا بيلا دانييلا سيغيل 6–2، 7–6(10–8)                 | باشاك إرايدن أليس ماتيوكسي                        | فلورنسيا مولينيرو بولا بادوسا جيبيرت     | مارتينا دي جوزيبي كاميلا سكالا ديانا مارسنكفيتشا دانييلا سيغيل              |
| 23 مايو | كارويزاوا، اليابان ملعب عشبي $25،000 قرعة المباريات الفردية والزوجية                                                       | نيجينا أبدوريموفا 6–3، 7–5                                 | أن صوفي ميستاتش                                   | ريسا أوشيجيما أندي دي فرومي              | جوزفين بواليم كاتي دان مانا أيوكاوا تشيهيرو نونومي                          |
| 23 مايو | كارويزاوا، اليابان ملعب عشبي $25،000 قرعة المباريات الفردية والزوجية                                                       | ريكا فوجيوارا كوتومي تاكاتا 6–1، 6–4                       | مانا أيوكاوا يوكي تاناكا                          | ريسا أوشيجيما أندي دي فرومي              | جوزفين بواليم كاتي دان مانا أيوكاوا تشيهيرو نونومي                          |
| 23 مايو | إنتشون، كوريا الجنوبية ملعب صلب $25،000 قرعة المباريات الفردية والزوجية                                                    | جونج سو نام 6–4، 4–6، 6–4                                  | هان نا لاي                                        | فريا كريستي تشوي جي هي                   | هان سونغ هي بياتريس جوموليا هونج سيونغ يون لي سو را                         |
| 23 مايو | إنتشون، كوريا الجنوبية ملعب صلب $25،000 قرعة المباريات الفردية والزوجية                                                    | هان سونغ هي ماكوتو نينوميا 6–3، 6–1                        | كامونوان بوايام لي بي تشي                         | فريا كريستي تشوي جي هي                   | هان سونغ هي بياتريس جوموليا هونج سيونغ يون لي سو را                         |
| 23 مايو | أنديجان، أوزبكستان ملعب صلب 25٬000 دولار قرعة المباريات الفردية والزوجية                                                   | سابينا شاريبوفا 7–5، 6–0                                   | فيرونيكا كوديرميتوفا                              | باربورا ستيفكوفا أنكيتا راينا            | فيكتوريا كان غابرييلا تايلور ناتيلا دزالاميدزه فيرونيكا كابشاي              |
| 23 مايو | أنديجان، أوزبكستان ملعب صلب 25٬000 دولار قرعة المباريات الفردية والزوجية                                                   | باربورا ستيفكوفا أناستاسيا فاسيليفا 6–3، 4–6، [10–7]       | فيكتوريا كان سابينا شاريبوفا                      | باربورا ستيفكوفا أنكيتا راينا            | فيكتوريا كان غابرييلا تايلور ناتيلا دزالاميدزه فيرونيكا كابشاي              |
| 23 مايو | باكو، أذربيجان ملعب صلب 10٬000 دولار قرعة المباريات الفردية والزوجية                                                       | ميليس سيزر 6–1، 2–6، 6–2                                   | صدف محسنا طالبوفا                                 | ماريا كونونوفا فاليريا زليفا             | الكسندرا دوبرونينا أنجيليكا إيسيفا فاليريا يوشينكو فاليريا أورزوموفا        |
| 23 مايو | باكو، أذربيجان ملعب صلب 10٬000 دولار قرعة المباريات الفردية والزوجية                                                       | ميليس سيزر صدف محسنا طالبوفا 6–0، 7–5                      | رالينا كليمولينا أناستاسيا نيفيدوفا               | ماريا كونونوفا فاليريا زليفا             | الكسندرا دوبرونينا أنجيليكا إيسيفا فاليريا يوشينكو فاليريا أورزوموفا        |
| 23 مايو | شرم الشيخ، مصر ملعب صلب 10٬000 دولار قرعة المباريات الفردية والزوجية                                                       | ثيو جرافويل 6–1، 6–3                                       | علا أبو ذكري                                      | نيدي تشيلومولا إيليني كوردوليمي          | ساي شامارثي إينيس مورتا برانجالا يادلابالي إيتي ماهيتا                      |
| 23 مايو | شرم الشيخ، مصر ملعب صلب 10٬000 دولار قرعة المباريات الفردية والزوجية                                                       | علا أبو ذكري كاتيرينا سليوسار 6–2، 6–2                     | إيليني كوردوليمي إيتي ماهيتا                      | نيدي تشيلومولا إيليني كوردوليمي          | ساي شامارثي إينيس مورتا برانجالا يادلابالي إيتي ماهيتا                      |
| 23 مايو | رمات جان، إسرائيل ملعب صلب $10،000 قرعة المباريات الفردية والزوجية                                                         | يوليا كالبينا 7–5، 6–2                                     | مارتا بايينا                                      | غوزال أينيتدينوفا ديانا نيغرانو          | آنا فيسيلينوفيتش ماتيلد ديفيتس جينيفر زيربون شيران أيرول ويغاند             |
| 23 مايو | رمات جان، إسرائيل ملعب صلب $10،000 قرعة المباريات الفردية والزوجية                                                         | نعومي توتكا آنا فيسيلينوفيتش 2–6، 6–3، [10–6]              | شيلي كروليتزكي ألونا بوشكارسكي                    | غوزال أينيتدينوفا ديانا نيغرانو          | آنا فيسيلينوفيتش ماتيلد ديفيتس جينيفر زيربون شيران أيرول ويغاند             |
| 23 مايو | وارسو، بولندا ملعب ترابي $10،000 قرعة المباريات الفردية والزوجية                                                           | سابيرينا سانتاماريا 6–1، 6–4                               | ديبورا كيزا                                       | أناستاسيا فيدورشين كاتارزينا كوبيتش      | أنيا هيرتل جاكلين كاباج أواد فيرونيكا ياسمينا فوريس كاثارينا لينيرت         |
| 23 مايو | وارسو، بولندا ملعب ترابي $10،000 قرعة المباريات الفردية والزوجية                                                           | إيما لين سابيرينا سانتاماريا 7–6(8–6)، 6–0                 | جاكلين كاباج أواد ديبورا كيزا                     | أناستاسيا فيدورشين كاتارزينا كوبيتش      | أنيا هيرتل جاكلين كاباج أواد فيرونيكا ياسمينا فوريس كاثارينا لينيرت         |
| 23 مايو | غالاتس، رومانيا ملعب ترابي $10،000 قرعة المباريات الفردية والزوجية                                                         | ميريام بولغارو 6–3، 6–1                                    | أوانا جورجيتا سيميون                              | كريستينا إني غوادالوبي بيريز روجاس       | أنجيليك سفينوس إلينا-تيودورا كادار كاترينا كرامبيروفا آنا ريموندينا         |
| 23 مايو | غالاتس، رومانيا ملعب ترابي $10،000 قرعة المباريات الفردية والزوجية                                                         | الكسندرا بيربر أناستازيا فدوفينكو 6–3، 6–3                 | ماريا فرناندا ألفيس غوادالوبي بيريز روجاس         | كريستينا إني غوادالوبي بيريز روجاس       | أنجيليك سفينوس إلينا-تيودورا كادار كاترينا كرامبيروفا آنا ريموندينا         |
| 23 مايو | لا بيسبال ديل أمبوردان، إسبانيا ملعب ترابي $10،000 قرعة المباريات الفردية والزوجية                                         | ريناتا زارازوا 6–7(3–7)، 6–1، 6–4                          | إرين بويريو إسكواريهويلا                          | أريادنا مارتي رييمباو ألكسندرا كوراشفيلي | ماريا غوتيريز كاراسكو نايكثا بينز ماريا مارتينيز مارتينيز كلارتجي ليبنس     |
| 23 مايو | لا بيسبال ديل أمبوردان، إسبانيا ملعب ترابي $10،000 قرعة المباريات الفردية والزوجية                                         | إرين بويريو إسكواريهويلا كسينيا شريفوفا 7–5، 6–4           | أندجيلا نوفشيتش ناتاشا بيلودو                     | أريادنا مارتي رييمباو ألكسندرا كوراشفيلي | ماريا غوتيريز كاراسكو نايكثا بينز ماريا مارتينيز مارتينيز كلارتجي ليبنس     |
| 23 مايو | حمامات، تونس ملعب ترابي $10،000 قرعة المباريات الفردية والزوجية                                                            | ناتاليجا كوستيتش 6–2، 4–6، 7–5                             | جايد سوفراين                                      | جانا بوزنيخيرينكو ميشيل زماو             | فرانسيسكا جونز فارفارا فلينك كارولين كورز ليزا سابينو                       |
| 23 مايو | حمامات، تونس ملعب ترابي $10،000 قرعة المباريات الفردية والزوجية                                                            | آنا بروكاتشي ميشيل زماو 6–1، 2–6، [10–3]                   | مارغو بوفي بريت غوكينس                            | جانا بوزنيخيرينكو ميشيل زماو             | فرانسيسكا جونز فارفارا فلينك كارولين كورز ليزا سابينو                       |
| 23 مايو | أنطاليا، تركيا ملعب صلب $10،000 قرعة المباريات الفردية والزوجية                                                            | إليكسان لاشيميا 6–3، 3–6، 6–4                              | يوليانا ليزارازو                                  | بيمرا أوزجن فرانسيسكا ستيفنسون           | مايا لومسدن آنا سلوفاكوفا ماريا فرناندا هيرازو سوزي لاركن                   |
| 23 مايو | أنطاليا، تركيا ملعب صلب $10،000 قرعة المباريات الفردية والزوجية                                                            | أنيتا هوساريتش يوليانا ليزارازو 4–6، 6–4، [10–3]           | فرانسيسكا ستيفنسون إريكا فوغلسانغ                 | بيمرا أوزجن فرانسيسكا ستيفنسون           | مايا لومسدن آنا سلوفاكوفا ماريا فرناندا هيرازو سوزي لاركن                   |
| 30 مايو | Open Féminin de Marseille مارسيليا، فرنسا ملعب ترابي $100،000 Singles – Doubles                                            | دانكا كوفينتش 6–2، 6–3                                     | هيش سو وي                                         | لورديس دومينغيز لينو لارا أروابارينا     | فيونا فيرو سيلفيا سولير إسبينوزا هان زينيون ميسا إجوشي                      |
| 30 مايو | Open Féminin de Marseille مارسيليا، فرنسا ملعب ترابي $100،000 Singles – Doubles                                            | هيش سو وي نيكول ميليشار 1–6، 6–3، [10–3]                   | يانا كابلوفا لورديس دومينغيز لينو                 | لورديس دومينغيز لينو لارا أروابارينا     | فيونا فيرو سيلفيا سولير إسبينوزا هان زينيون ميسا إجوشي                      |
| 30 مايو | Internazionali Femminili di Brescia بريشا، إيطاليا ملعب ترابي $50،000 Singles – Doubles                                    | كارين كناب 6–1، 6–2                                        | جيسيكا ماليشكوفا                                  | سوزان سيليك باربارا هاس                  | فيكتوريا توموفا رومينا أوبراندي مارينا زانيفسكا سيندي برغر                  |
| 30 مايو | Internazionali Femminili di Brescia بريشا، إيطاليا ملعب ترابي $50،000 Singles – Doubles                                    | ديبورا كييزا مارتينا كولميجنا 6–3، 1–6، [12–10]            | سيندي برغر ستيفاني فوجت                           | سوزان سيليك باربارا هاس                  | فيكتوريا توموفا رومينا أوبراندي مارينا زانيفسكا سيندي برغر                  |
| 30 مايو | Aegon Eastbourne Trophy إيستبورن، المملكة المتحدة عشبي $50،000 Singles – Doubles                                           | أليسون ريسك 4–6، 7–6(7–5)، 6–3                             | تارا مور                                          | آشلي بارتي أوسيان دودان                  | وانغ يافان تاميرا باسيك جورجينا غارسيا بيريز دونا فيكك                      |
| 30 مايو | Aegon Eastbourne Trophy إيستبورن، المملكة المتحدة عشبي $50،000 Singles – Doubles                                           | يانغ زاوكسوان تشانغ كيلين 7–6(7–5)، 6–1                    | آسيا محمد ماريا سانشيز                            | آشلي بارتي أوسيان دودان                  | وانغ يافان تاميرا باسيك جورجينا غارسيا بيريز دونا فيكك                      |
| 30 مايو | هدمزوفازارهلي، المجر ملعب ترابي $25،000 قرعة المباريات الفردية والزوجية                                                    | تمارا زيدانسيك 4–6، 6–2، 6–4                               | كارولينا موتشوفا                                  | صوفيا كوفاليتس ناديه بودوروسكا           | ألريكك إيكري لينا غورشيكا دينيز خزانيك ريبيكا سرامكوفا                      |
| 30 مايو | هدمزوفازارهلي، المجر ملعب ترابي $25،000 قرعة المباريات الفردية والزوجية                                                    | لورا بيجوسي ناديه بودوروسكا 6–3، 6–0                       | إيرينا ماريا بارا لينا غورشيكا                    | صوفيا كوفاليتس ناديه بودوروسكا           | ألريكك إيكري لينا غورشيكا دينيز خزانيك ريبيكا سرامكوفا                      |
| 30 مايو | نمنكان، أوزبكستان ملعب صلب $25،000 قرعة المباريات الفردية والزوجية                                                         | باربورا شتيفكوفا 7–5، 7–5                                  | كسينيا ليكينا                                     | فيكتوريا كان أولغا دوروشينا              | نيجينا أبدوريموفا فاليريا ستراخوفا سابينا شاريبوفا آنا بلينكوفا             |
| 30 مايو | نمنكان، أوزبكستان ملعب صلب $25،000 قرعة المباريات الفردية والزوجية                                                         | كسينيا ليكينا بولينا مونوفا 3–6، 6–3، [10–5]               | فيرونيكا كوديرميتوفا تيريزا ميهاليكوفا            | فيكتوريا كان أولغا دوروشينا              | نيجينا أبدوريموفا فاليريا ستراخوفا سابينا شاريبوفا آنا بلينكوفا             |
| 30 مايو | باكو، أذربيجان ملعب صلب $10،000 قرعة المباريات الفردية والزوجية                                                            | ستيفاني تان 6–1، 6–0                                       | فاليريا زيلفا                                     | كاترينا بوبوفا فاليريا أورزوموفا         | فاليريا يششينكو أنستاسيا نيفيدوفا صدافموه توليبوفا تمارا تشروفيتش           |
| 30 مايو | باكو، أذربيجان ملعب صلب $10،000 قرعة المباريات الفردية والزوجية                                                            | كسينيا بيكر ألينا سيليتش 6–3، 6–4                          | تمارا تشروفيتش ستيفاني تان                        | كاترينا بوبوفا فاليريا أورزوموفا         | فاليريا يششينكو أنستاسيا نيفيدوفا صدافموه توليبوفا تمارا تشروفيتش           |
| 30 مايو | شرم الشيخ، مصر ملعب صلب $10،000 قرعة المباريات الفردية والزوجية                                                            | جاكلين كريستيان 6–4، 6–3                                   | كيارا جريم                                        | تشاو تشيان تشيان فيديريكا براتي          | علا أبو ذكري ساي تشامارثي آنا بيانكا ميهايلا إليني كوردولايمي               |
| 30 مايو | شرم الشيخ، مصر ملعب صلب $10،000 قرعة المباريات الفردية والزوجية                                                            | ساي تشامارثي تشاو تشيان تشيان 6–4، 6–0                     | شيفيكا بورمان أنستاسيا يفغينيفينا نيفيدوفا        | تشاو تشيان تشيان فيديريكا براتي          | علا أبو ذكري ساي تشامارثي آنا بيانكا ميهايلا إليني كوردولايمي               |
| 30 مايو | كريات شمونة، إسرائيل ملعب صلب $10،000 قرعة المباريات الفردية والزوجية                                                      | مارتا بايجينا 6–3، 6–1                                     | آنا فيسيلينوفيتش                                  | غوزال أينيتدينوفا فلادا إيكشيبروفا       | نعومي توتكا كيرين شلومو ماتيلد ديفيتس أفيتال فولف                           |
| 30 مايو | كريات شمونة، إسرائيل ملعب صلب $10،000 قرعة المباريات الفردية والزوجية                                                      | نعومي توتكا آنا فيسيلينوفيتش 6–1، 1–6، [10–6]              | فلادا إيكشيبروفا كيرين شلومو                      | غوزال أينيتدينوفا فلادا إيكشيبروفا       | نعومي توتكا كيرين شلومو ماتيلد ديفيتس أفيتال فولف                           |
| 30 مايو | سزكافنو-زدروي، بولندا ملعب ترابي $10،000 قرعة المباريات الفردية والزوجية                                                   | أناستاسيا شوشينا 6–3، 4–6، 6–4                             | هلين شولسن                                        | كاثارينا لينرت جوستينا ججيولكا           | ريا باتيا نادييا كولب ساندرا يامريخوفا صوفيا كفاتسابايا                     |
| 30 مايو | سزكافنو-زدروي، بولندا ملعب ترابي $10،000 قرعة المباريات الفردية والزوجية                                                   | أولغا بروزدا أناستاسيا شوشينا 6–2، 7–6(7–4)                | مارينا كولب نادييا كولب                           | كاثارينا لينرت جوستينا ججيولكا           | ريا باتيا نادييا كولب ساندرا يامريخوفا صوفيا كفاتسابايا                     |
| 30 مايو | غالاتس، رومانيا ملعب ترابي $10،000 قرعة المباريات الفردية والزوجية                                                         | ألكسندرا بيربر 6–2، 7–6(7–4)                               | إيرينا فيتيكيو                                    | كريستينا أداميسكو أوانا جيورجيتا سيميون  | لي يانغ إيلونا جيورجيانا غيوروي غوادالوبي بيريز روجاس إيوانا لوريدانا روسكا |
| 30 مايو | غالاتس، رومانيا ملعب ترابي $10،000 قرعة المباريات الفردية والزوجية                                                         | ألكسندرا بيربر إيوانا لوريدانا روسكا 6–3، 6–4              | كريستينا أداميسكو أوانا جيورجيتا سيميون           | كريستينا أداميسكو أوانا جيورجيتا سيميون  | لي يانغ إيلونا جيورجيانا غيوروي غوادالوبي بيريز روجاس إيوانا لوريدانا روسكا |
| 30 مايو | مدريد، إسبانيا ملعب ترابي $10،000 قرعة المباريات الفردية والزوجية                                                          | تيس سوغنو 6–4، 7–5                                         | ميلاني ستوك                                       | كسينيا كوزنتسوفا ماريا غوتيريز كاراسكو   | دانييلا فوكوفيتش فيديريكا أرتشيدياكونو هارموني تان ريناتا زارازوا           |
| 30 مايو | مدريد، إسبانيا ملعب ترابي $10،000 قرعة المباريات الفردية والزوجية                                                          | مارسيلا زكرياس ريناتا زارازوا 6–4، 6–4                     | أندريا راهولت جاسمينا تينجيتش                     | كسينيا كوزنتسوفا ماريا غوتيريز كاراسكو   | دانييلا فوكوفيتش فيديريكا أرتشيدياكونو هارموني تان ريناتا زارازوا           |
| 30 مايو | الحمامات، تونس ملعب ترابي $10،000 قرعة المباريات الفردية والزوجية                                                          | ناتاليا كوستيتش 6–1، 6–0                                   | جيد سوفريان                                       | كلوديا كوبولا جولييت ستوير               | باربارا كوتيلسوفا كيرستين بيكل مارغو بوفي فاني أوستلند                      |
| 30 مايو | الحمامات، تونس ملعب ترابي $10،000 قرعة المباريات الفردية والزوجية                                                          | كاساندرا دافين باربارا كوتيلسوفا 3–6، 6–3، [10–8]          | يوليا كوليكوفا آنا ماخوركينا                      | كلوديا كوبولا جولييت ستوير               | باربارا كوتيلسوفا كيرستين بيكل مارغو بوفي فاني أوستلند                      |
| 30 مايو | أنطاليا، تركيا ملعب صلب $10،000 قرعة المباريات الفردية والزوجية                                                            | بيمرا أوزجن 7–5، 6–2                                       | لو بروليو                                         | ناستجا كولار زوزانا زلوشوفا              | جوانا كارزويل رالوكا شيربان جوليا ستاماتوفا آبي مايرز                       |
| 30 مايو | أنطاليا، تركيا ملعب صلب $10،000 قرعة المباريات الفردية والزوجية                                                            | لو بروليو إيما لينيه 7–5، 6–3                              | ناستجا كولار فرانسيسكا ستيفنسون                   | ناستجا كولار زوزانا زلوشوفا              | جوانا كارزويل رالوكا شيربان جوليا ستاماتوفا آبي مايرز                       |
| 30 مايو | بوفالو، الولايات المتحدة ملعب ترابي $10،000 قرعة المباريات الفردية والزوجية                                                | كارولين دولهايد 6–1، 7–5                                   | لورين هيرنغ                                       | أنجلينا زورافليفا إيمي زهو               | أندي دانييل أليكسا جراهام كوين جليسون أبيجيل ديسيياتنيكوف                   |
| 30 مايو | بوفالو، الولايات المتحدة ملعب ترابي $10،000 قرعة المباريات الفردية والزوجية                                                | كارولين دولهايد إنغريد نيل 5–7، 6–3، [10–6]                | صوفي تشانغ ألكسندرا مولر                          | أنجلينا زورافليفا إيمي زهو               | أندي دانييل أليكسا جراهام كوين جليسون أبيجيل ديسيياتنيكوف                   |

### يونيو
| الأسبوع  | البطولة | الفائزات | الوصيفات                                  | المتأهلات لنصف النهائي                | المتأهلات لربع النهائي                                                                |
| -------- | --- | --- | ----------------------------------------- | ------------------------------------- | ------------------------------------------------------------------------------------- |
| 6 يونيو  | Bredeney Ladies Open إسن (ألمانيا)، ألمانيا ملعب ترابي $50،000 Singles – Doubles                                          | سارا سوريبس تورمو 7–6(7–5)، 6–4                                                                               | كارولينا موتشوفا                          | سيندي برغر يانا كابلوفا               | أولغا سايز لارا ماريا سكاري آنه شيفر كارينا ويثوفت                                    |
| 6 يونيو  | Bredeney Ladies Open إسن (ألمانيا)، ألمانيا ملعب ترابي $50،000 Singles – Doubles                                          | لورا بوس تيو آنه شيفر 6–2، 6–3                                                                                | إلين بوكينس إلينا غابرييلا روس            | سيندي برغر يانا كابلوفا               | أولغا سايز لارا ماريا سكاري آنه شيفر كارينا ويثوفت                                    |
| 6 يونيو  | Aegon Surbiton Trophy سر بيتون، المملكة المتحدة عشب $50،000 Singles – Doubles                                             | مارينا ميلنيكوفا 6–3، 7–6(8–6)                                                                                | ستيفاني فريتز                             | كاتالينا بيلا ميلاني أودين            | روبن أندرسون إليتسا كوستوفا ماجدالينا فريتش سامانثا موري                              |
| 6 يونيو  | Aegon Surbiton Trophy سر بيتون، المملكة المتحدة عشب $50،000 Singles – Doubles                                             | ساناز ماراند ميلاني أودين 6–4، 7–5                                                                            | روبن أندرسون أليسون باي                   | كاتالينا بيلا ميلاني أودين            | روبن أندرسون إليتسا كوستوفا ماجدالينا فريتش سامانثا موري                              |
| 6 يونيو  | مينسك، بيلاروسيا ملعب ترابي 25٬000 دولار قرعة المباريات الفردية والزوجية                                                  | آنا كالينسكايا 6–4، 6–3                                                                                       | فيرا لابكو                                | فيسنا دولونك فارفارا فلينك            | ناديا كيتشينوك إيرينا شيمانوفيتش ألريكك إيكري أولغا يانتشوك                           |
| 6 يونيو  | مينسك، بيلاروسيا ملعب ترابي 25٬000 دولار قرعة المباريات الفردية والزوجية                                                  | ألريكك إيكري لورا بيجوسي 6–2، 6–4                                                                             | كرمن إيلونا إيرينا شيمانوفيتش             | فيسنا دولونك فارفارا فلينك            | ناديا كيتشينوك إيرينا شيمانوفيتش ألريكك إيكري أولغا يانتشوك                           |
| 6 يونيو  | باذوة، إيطاليا ملعب ترابي 25٬000 دولار قرعة المباريات الفردية والزوجية                                                    | شو شيلين 5–7، 6–4، 6–3                                                                                        | ايبك سويلو                                | دانييلا سيغيل تمارا زيدانسيك          | يساليني بونافنتور كلوديا جيوفين كايا كانيبي كاتارزينا بيتر                            |
| 6 يونيو  | باذوة، إيطاليا ملعب ترابي 25٬000 دولار قرعة المباريات الفردية والزوجية                                                    | أليس ماتيوكسي كاتارزينا بيتر 2–6، 7–6(7–1)، [10–8]                                                            | كريستينا دينو لينا جورشيسكا               | دانييلا سيغيل تمارا زيدانسيك          | يساليني بونافنتور كلوديا جيوفين كايا كانيبي كاتارزينا بيتر                            |
| 6 يونيو  | طوكيو أرياكي المفتوحة طوكيو، اليابان ملعب صلب 25٬000 دولار قرعة المباريات الفردية والزوجية                                | أكيكو أومي 6–2، 6–1                                                                                           | جانغ سو جونج                              | جونري ناميجاتا لو جينغجينغ            | مانا أيواكاوا بينجتارن بليبويتش نيشا ليرتبيتاكسينتشاي شو تشينغ ون                     |
| 6 يونيو  | طوكيو أرياكي المفتوحة طوكيو، اليابان ملعب صلب 25٬000 دولار قرعة المباريات الفردية والزوجية                                | كاناي هيسامي كوتومي تاكاتا 6–1، 6–4                                                                           | ليزيت كابريرا ميهارو إيمانيشي             | جونري ناميجاتا لو جينغجينغ            | مانا أيواكاوا بينجتارن بليبويتش نيشا ليرتبيتاكسينتشاي شو تشينغ ون                     |
| 6 يونيو  | بوينس آيرس، الأرجنتين ملعب ترابي 10٬000 دولار قرعة المباريات الفردية والزوجية                                             | فيكتوريا بوثيو 6–0، 6–2                                                                                       | مارتينا كابورو تابوردا                    | جولييتا إستابيلي كارلا لوسيرو         | صوفيا ليني ميلينا فيريرو صوفيا بلانكو دانييلا فارفان                                  |
| 6 يونيو  | بوينس آيرس، الأرجنتين ملعب ترابي 10٬000 دولار قرعة المباريات الفردية والزوجية                                             | كارولينا ألفيس كاميلا جيانجريكو كامبيز 2–6، 6–2، [11–9]                                                       | صوفيا بلانكو كونستانزا فيغا               | جولييتا إستابيلي كارلا لوسيرو         | صوفيا ليني ميلينا فيريرو صوفيا بلانكو دانييلا فارفان                                  |
| 6 يونيو  | باكو، أذربيجان ملعب صلب $10،000 قرعة المباريات الفردية والزوجية                                                           | كاملا كيريمبايفا 6–3، 6–2                                                                                     | فاليريا زيلفا                             | آني فانجيلوفا أنجيليكا إسيفا          | ألكسندرا رايلي إيكاترينا كازيونوفا فاليريا يوشينكو ألكسندرا والترز                    |
| 6 يونيو  | باكو، أذربيجان ملعب صلب $10،000 قرعة المباريات الفردية والزوجية                                                           | كاملا كيريمبايفا ستيفاني تان 6–2، 6–3                                                                         | كاتيا ماليكوفا أنجلينا شاهرايشوك          | آني فانجيلوفا أنجيليكا إسيفا          | ألكسندرا رايلي إيكاترينا كازيونوفا فاليريا يوشينكو ألكسندرا والترز                    |
| 6 يونيو  | أننينغ، الصين ملعب ترابي $10،000 قرعة المباريات الفردية والزوجية                                                          | كانغ جياكي 6–3، 6–2                                                                                           | صن كسيلو                                  | تشاو دي لو جياكسي                     | جيسيكا واكنيك يانغ ييدي فنج شوا قووه هانيو                                            |
| 6 يونيو  | أننينغ، الصين ملعب ترابي $10،000 قرعة المباريات الفردية والزوجية                                                          | لي ييهونغ شين يوان 5–7، 6–4، [10–8]                                                                           | كانغ جياكي صن كسيلو                       | تشاو دي لو جياكسي                     | جيسيكا واكنيك يانغ ييدي فنج شوا قووه هانيو                                            |
| 6 يونيو  | شرم الشيخ، مصر ملعب صلب $10،000 قرعة المباريات الفردية والزوجية                                                           | جاكلين كريستيان 6–1، 6–2                                                                                      | تشاو تشيان تشيان                          | بترا يانوسكوفا بريندا نجوكي           | فرنيا وونجتينتشاي جاسمين جبوي سري بيدي ريدي ميليسا إفيجين                             |
| 6 يونيو  | شرم الشيخ، مصر ملعب صلب $10،000 قرعة المباريات الفردية والزوجية                                                           | شيفيكا بورمان فرنيا وونجتينتشاي 6–3، 6–4                                                                      | سابرينا بامبوراك بريندا نجوكي             | بترا يانوسكوفا بريندا نجوكي           | فرنيا وونجتينتشاي جاسمين جبوي سري بيدي ريدي ميليسا إفيجين                             |
| 6 يونيو  | لا ريونيون، فرنسا ملعب صلب $10،000 قرعة المباريات الفردية والزوجية                                                        | تشايين إيويجك 1–6، 6–4، 6–2                                                                                   | إستيل كاسينو                              | سنهاديفي ريدي بولين باييت             | فيونا كودينو كيرا شروف إيمانويل جيرارد إليونور بارير                                  |
| 6 يونيو  | لا ريونيون، فرنسا ملعب صلب $10،000 قرعة المباريات الفردية والزوجية                                                        | بولين باييت سنهاديفي ريدي 6–4، 2–6، [10–6]                                                                    | كيرا شروف دروثي تاتشار فينوجوبال          | سنهاديفي ريدي بولين باييت             | فيونا كودينو كيرا شروف إيمانويل جيرارد إليونور بارير                                  |
| 6 يونيو  | عكا، إسرائيل ملعب صلب $10،000 قرعة المباريات الفردية والزوجية                                                             | فلادا إكشيباروفا 6–3، 6–4                                                                                     | مارتا بايجينا                             | كيرين شلومو آنا فيسيلينوفيتش          | نعومي توتكا نيكول كيرين فاليريا نيكولايف فيكتوريا مونتيان                             |
| 6 يونيو  | عكا، إسرائيل ملعب صلب $10،000 قرعة المباريات الفردية والزوجية                                                             | فلادا إكشيباروفا نعومي توتكا 6–0، 3–6، [10–6]                                                                 | كريستينا شاكوفيتس فيرونيكا ستوتيكا        | كيرين شلومو آنا فيسيلينوفيتش          | نعومي توتكا نيكول كيرين فاليريا نيكولايف فيكتوريا مونتيان                             |
| 6 يونيو  | بوشزكوفو، بولندا ملعب صلب $10،000 قرعة المباريات الفردية والزوجية                                                         | قالب:بيانات بلد تشيكيا ماري بوزكوفا 6–2، 6–0                                                                  | فاليريا سافينيخ                           | نيكول كوبرسميث كاتارزينا كاوا         | بيا سومالينين كاتارزينا كوبايتش أناستاسيا شوشينا قالب:بيانات بلد تشيكيا آنا سلوفاكوفا |
| 6 يونيو  | بوشزكوفو، بولندا ملعب صلب $10،000 قرعة المباريات الفردية والزوجية                                                         | فيرونيكا فوريس فاليريا سافينيخ 7–6(7–4)، 6–4                                                                  | أولغا بروزدا كاتارزينا كاوا               | نيكول كوبرسميث كاتارزينا كاوا         | بيا سومالينين كاتارزينا كوبايتش أناستاسيا شوشينا قالب:بيانات بلد تشيكيا آنا سلوفاكوفا |
| 6 يونيو  | فيلينيه، سلوفينيا ملعب ترابي $10،000 قرعة المباريات الفردية والزوجية                                                      | قالب:بيانات بلد تشيكيا جابرييلا بانتوشكوفا 4–6، 6–2، 6–0                                                      | كاجا جوفان                                | آنا بوندار كيمبرلي زيميرمان           | مانكا بيسلاك لورا سفاتيكوفا ديبورا كيرفس ريبيكا ستولمار                               |
| 6 يونيو  | فيلينيه، سلوفينيا ملعب ترابي $10،000 قرعة المباريات الفردية والزوجية                                                      | قالب:بيانات بلد تشيكيا جابرييلا بانتوشكوفا قالب:بيانات بلد تشيكيا ماغدالينا بانتوشكوفا 4–6، 7–6(7–0)، [13–11] | مانكا بيسلاك بولونا ريبرشاك               | آنا بوندار كيمبرلي زيميرمان           | مانكا بيسلاك لورا سفاتيكوفا ديبورا كيرفس ريبيكا ستولمار                               |
| 6 يونيو  | مدريد، إسبانيا ملعب ترابي $10،000 قرعة المباريات الفردية والزوجية                                                         | مارجو ييروليموس 6–3، 4–6، 6–3                                                                                 | تيس سونيو                                 | جيسيكا بونشيه مريام سيفيرا ليما       | أنجيلا فيتا بولوطا ناتاشا بيلودو لوسيا مارزال مارتينيز مارينا شامايكو                 |
| 6 يونيو  | مدريد، إسبانيا ملعب ترابي $10،000 قرعة المباريات الفردية والزوجية                                                         | جيسيكا بونشيه مارينا شامايكو 6–2، 6–3                                                                         | آهينو أتوخا غوميز ماريا خوسيه لوكي مورينو | جيسيكا بونشيه مريام سيفيرا ليما       | أنجيلا فيتا بولوطا ناتاشا بيلودو لوسيا مارزال مارتينيز مارينا شامايكو                 |
| 6 يونيو  | أنطاليا، تركيا ملعب صلب $10،000 قرعة المباريات الفردية والزوجية                                                           | زوزانا زلوشوفا 3–6، 6–2، 3–0، انسحاب                                                                          | ناستجا كولار                              | لو بروليو ميريابل نجوز                | بيتيا أريشينكوفا جوليا ستاماتوفا مارجريتا لازاريفا سوزي لاركن                         |
| 6 يونيو  | أنطاليا، تركيا ملعب صلب $10،000 قرعة المباريات الفردية والزوجية                                                           | ماسا يوفانوفيتش فيليس فانينبيرج انسحاب                                                                        | ناستجا كولار فرانسيسكا ستيفنسون           | لو بروليو ميريابل نجوز                | بيتيا أريشينكوفا جوليا ستاماتوفا مارجريتا لازاريفا سوزي لاركن                         |
| 6 يونيو  | بيثاني بيتش، الولايات المتحدة ملعب صلب $10،000 قرعة المباريات الفردية والزوجية                                            | إنغريد نيل 6–3، 6–3                                                                                           | ألكسندرا مولر                             | أبيغيل ديسياتنيكوف آشلي كراتزير       | ويتني أوسويجوي كريستينا روسكا صوفي تشانغ ليندساي لي ووترز                             |
| 6 يونيو  | بيثاني بيتش، الولايات المتحدة ملعب صلب $10،000 قرعة المباريات الفردية والزوجية                                            | صوفي تشانغ ألكسندرا مولر 6–1، 6–4                                                                             | فيرونيكا ميروشنيشينكو صوفيا سوينغ         | أبيغيل ديسياتنيكوف آشلي كراتزير       | ويتني أوسويجوي كريستينا روسكا صوفي تشانغ ليندساي لي ووترز                             |
| 13 يونيو | بطولة نتورتيكس النسائية المفتوحة سيجد، المجر ملعب ترابي $50،000 الفردي – الزوجي                                           | فيكتوريا توموفا 4–6، 6–0، 6–4                                                                                 | ماريا سكاري                               | يساليني بونافنتور ريكا لوكا جاني      | تمارا زيدانسيك دلما جالفي Jesika Malečková إيكاترينا ألكسندروفا                       |
| 13 يونيو | بطولة نتورتيكس النسائية المفتوحة سيجد، المجر ملعب ترابي $50،000 الفردي – الزوجي                                           | كريستينا دينو Lina Gjorcheska 4–6، 6–4، [10–4]                                                                | جوستينا ججيولكا غوادالوبي بيريز روجاس     | يساليني بونافنتور ريكا لوكا جاني      | تمارا زيدانسيك دلما جالفي Jesika Malečková إيكاترينا ألكسندروفا                       |
| 13 يونيو | كأس إيجون إلكلي إلكلي، المملكة المتحدة عشبي $50،000 الفردي – الزوجي                                                       | يفجينيا رودينا 6–4، 6–4                                                                                       | ريبيكا سرامكوفا                           | ميشيل لارشر دي بريتو مايو هيبي        | دوان ينغينغ تشانغ كاي تشن أماندين هيس ريتشل هوجينكامب                                 |
| 13 يونيو | كأس إيجون إلكلي إلكلي، المملكة المتحدة عشبي $50،000 الفردي – الزوجي                                                       | يانغ زاوكسوان تشانغ كيلين 6–3، 7–6(5–7)                                                                       | أن صوفي ميستاتش ستورم ساندرز              | ميشيل لارشر دي بريتو مايو هيبي        | دوان ينغينغ تشانغ كاي تشن أماندين هيس ريتشل هوجينكامب                                 |
| 13 يونيو | مينسك، بيلاروس ملعب ترابي $25،000 قرعة المباريات الفردية والزوجية                                                         | فالنتيني جراماتيكوبولو 6–3، 4–1، ret.                                                                         | آنا كالينسكايا                            | أرينا سابالينكا إيرينا شيمانوفيتش     | اولغا يانتشوك بولينا فينوغرادوفا فيفيين يوهازوفا فيرا لابكو                           |
| 13 يونيو | مينسك، بيلاروس ملعب ترابي $25،000 قرعة المباريات الفردية والزوجية                                                         | فالنتيني جراماتيكوبولو آنا كالينسكايا 4–6، 6–1، [10–2]                                                        | ألريكك إيكري لورا بيجوسي                  | أرينا سابالينكا إيرينا شيمانوفيتش     | اولغا يانتشوك بولينا فينوغرادوفا فيفيين يوهازوفا فيرا لابكو                           |
| 13 يونيو | Open Montpellier Méditerranée Métropole Hérault مونبلييه، فرنسا ملعب ترابي $25،000+H قرعة المباريات الفردية والزوجية      | جيل تيخمان 6–2، 7–6(8–6)                                                                                      | مونتسيرات غونزاليس                        | كوني بيرين إليكسان لوكيميا            | كورينا دينتوني جايد سوفريجن مارغوت ييروليموس ليا روماين                               |
| 13 يونيو | Open Montpellier Méditerranée Métropole Hérault مونبلييه، فرنسا ملعب ترابي $25،000+H قرعة المباريات الفردية والزوجية      | برارثانا ثومباري إيفا واكانو 7–5، 2–6، [11–9]                                                                 | لورديس دومينغيز لينو جيل تيخمان           | كوني بيرين إليكسان لوكيميا            | كورينا دينتوني جايد سوفريجن مارغوت ييروليموس ليا روماين                               |
| 13 يونيو | براونشفايغ (مدينة)، ألمانيا ملعب ترابي $25،000 قرعة المباريات الفردية والزوجية                                            | نينا ستويانوفيتش 6–4، 6–3                                                                                     | إيكاترين جورجودزي                         | آنه شيفر شو شيلين                     | جوليا جربهر تمارا كورباتش ماري بوزكوفا باتي شنايدر                                    |
| 13 يونيو | براونشفايغ (مدينة)، ألمانيا ملعب ترابي $25،000 قرعة المباريات الفردية والزوجية                                            | كاتارينا كيرلاخ كاثارينا هوبرجارسكي 6–4، 6–3                                                                  | أنيتا هوساريتش نينا ستويانوفيتش           | آنه شيفر شو شيلين                     | جوليا جربهر تمارا كورباتش ماري بوزكوفا باتي شنايدر                                    |
| 13 يونيو | Fergana Challenger فرغانة، أوزبكستان ملعب صلب $25،000 قرعة المباريات الفردية والزوجية                                     | بولينا مونوڤا 6–3، 0–6، 6–4                                                                                   | سابينا شاريبوفا                           | غوزال أينيتمدينوفا كسينيا ليكينا      | أنكيتا راينا غاو شينيو يو إكسياودي ناتيلا دزالاميدزه                                  |
| 13 يونيو | Fergana Challenger فرغانة، أوزبكستان ملعب صلب $25،000 قرعة المباريات الفردية والزوجية                                     | بولينا مونوفا يانا سيزيكوفا 7–6(7–0)، 6–2                                                                     | بريرنا جامبري أنكيتا راينا                | غوزال أينيتمدينوفا كسينيا ليكينا      | أنكيتا راينا غاو شينيو يو إكسياودي ناتيلا دزالاميدزه                                  |
| 13 يونيو | فيكتوريا، كندا ملعب صلب (indoor) $10،000 قرعة المباريات الفردية والزوجية                                                  | كاثرين فاهي 6–2، 6–1                                                                                          | جيسيكا فايللا                             | أليكسا غراهام لورين غييرمو            | ستيفي كاروثيرس إيناس فياس نيكول هويانسكي ستايسي فونغ                                  |
| 13 يونيو | فيكتوريا، كندا ملعب صلب (indoor) $10،000 قرعة المباريات الفردية والزوجية                                                  | لورين غييرمو كريستينا سميث 5–7، 6–1، [13–11]                                                                  | كاثرين فاهي فيكتوريا فلوريس               | أليكسا غراهام لورين غييرمو            | ستيفي كاروثيرس إيناس فياس نيكول هويانسكي ستايسي فونغ                                  |
| 13 يونيو | أنينغ، الصين ملعب ترابي $10،000 قرعة المباريات الفردية والزوجية                                                           | شون فانغيينغ 6–3، 6–1                                                                                         | كانغ جياكي                                | وانغ شي يو وى زانلان                  | سوجنيا بافيسيتي فنغ شيو تشاو دي سون شيو                                               |
| 13 يونيو | أنينغ، الصين ملعب ترابي $10،000 قرعة المباريات الفردية والزوجية                                                           | تشن جياهوي شين يوان 6–4، 7–6(7–3)                                                                             | كانغ جياكي سون شيو                        | وانغ شي يو وى زانلان                  | سوجنيا بافيسيتي فنغ شيو تشاو دي سون شيو                                               |
| 13 يونيو | برشيروف، جمهورية التشيك ملعب ترابي $10،000 قرعة المباريات الفردية والزوجية                                                | لينكا جريكوفا 6–2، 6–4                                                                                        | أناستاسيا زاريتسكا                        | مونيكا كيلناروفا يانا جابلونوفسكا     | جابرييلا بانتوكوفا ماغدالينا بانتوكوفا بترا كرجسوفا باتريسيا بولانسكا                 |
| 13 يونيو | برشيروف، جمهورية التشيك ملعب ترابي $10،000 قرعة المباريات الفردية والزوجية                                                | يانا جابلونوفسكا فيندولا زوفينكوفا 6–2، 7–6(7–4)                                                              | كريستينا هرابالوفا نيكولا تومانوفا        | مونيكا كيلناروفا يانا جابلونوفسكا     | جابرييلا بانتوكوفا ماغدالينا بانتوكوفا بترا كرجسوفا باتريسيا بولانسكا                 |
| 13 يونيو | شرم الشيخ، مصر ملعب صلب $10،000 قرعة المباريات الفردية والزوجية                                                           | جاكلين كريستيان 7–5، 6–4                                                                                      | آنا سافيتش                                | آنا بيانكا ميهائيلا فرنيا وونجتينتشاي | علا أبو ذكري ألكسندرا جرينشيشينا بترا يانوسكوفا زهاو شياوشي                           |
| 13 يونيو | شرم الشيخ، مصر ملعب صلب $10،000 قرعة المباريات الفردية والزوجية                                                           | آنا بيانكا ميهائيلا زهاو كيانشيان 7–5، 7–5                                                                    | ميليسا إيفيدزين بترا يانوسكوفا            | آنا بيانكا ميهائيلا فرنيا وونجتينتشاي | علا أبو ذكري ألكسندرا جرينشيشينا بترا يانوسكوفا زهاو شياوشي                           |
| 13 يونيو | ساسولو، إيطاليا ملعب ترابي $10،000 قرعة المباريات الفردية والزوجية                                                        | جيسيكا بييري 6–2، 6–3                                                                                         | مارتينا سبيجاريللي                        | أناستازيا جريمالسكا لوسيا برونزيتي    | فديريكا بيلاردو أليس بالدوتشي سوزان بانديتشي آنا ريموندينا                            |
| 13 يونيو | ساسولو، إيطاليا ملعب ترابي $10،000 قرعة المباريات الفردية والزوجية                                                        | أليس بالدوتشي ديبورا شييزا 6–4، 6–2                                                                           | تاتيانا بييري لوكريتسيا ستيفانيني         | أناستازيا جريمالسكا لوسيا برونزيتي    | فديريكا بيلاردو أليس بالدوتشي سوزان بانديتشي آنا ريموندينا                            |
| 13 يونيو | جراند باي، موريشيوس ملعب صلب $10،000 قرعة المباريات الفردية والزوجية                                                      | سنيهاديفي ريدي 6–4، 4–6، 6–3                                                                                  | فاليريا بونو                              | تشايين إيجويك إستيل كاسينو            | فيونا كودينو كايرا شروف دروثي تاتشار فينوغوبال بولين باييه                            |
| 13 يونيو | جراند باي، موريشيوس ملعب صلب $10،000 قرعة المباريات الفردية والزوجية                                                      | كايرا شروف دروثي تاتشار فينوغوبال 6–1، 6–1                                                                    | تشايين إيجويك روزالي فان دير هوك          | تشايين إيجويك إستيل كاسينو            | فيونا كودينو كايرا شروف دروثي تاتشار فينوغوبال بولين باييه                            |
| 13 يونيو | ألكمار، هولندا ملعب ترابي $10،000 قرعة المباريات الفردية والزوجية                                                         | إلين بويكنز 6–3، 7–5                                                                                          | كاثارينا هيرينج                           | إل يسا فانلانغندونك آبي مايرز         | دومينيك كاريغت كيلي فيرستيج كارولين فيرنر شانيل سيموندز                               |
| 13 يونيو | ألكمار، هولندا ملعب ترابي $10،000 قرعة المباريات الفردية والزوجية                                                         | لويسا ماري هوبر هيلين شولسن انسحاب                                                                            | شارلوت رومر كارولين فيرنر                 | إل يسا فانلانغندونك آبي مايرز         | دومينيك كاريغت كيلي فيرستيج كارولين فيرنر شانيل سيموندز                               |
| 13 يونيو | Oeiras، البرتغال ملعب ترابي $10،000 قرعة المباريات الفردية والزوجية                                                       | أنجيليكا موراتيلي 6–4، 6–2                                                                                    | فيكتوريا بوثيو                            | كارولينا ألفيس نيكول كوبرسميث         | لاتيتيتيا سارازين إينس مسكيتا أينوا أتشوكا غوميز مارينا شامايكو                       |
| 13 يونيو | Oeiras، البرتغال ملعب ترابي $10،000 قرعة المباريات الفردية والزوجية                                                       | أندريا كا لاتيتيتيا سارازين 4–6، 7–5، [10–3]                                                                  | كارولينا ألفيس فيكتوريا بوثيو             | كارولينا ألفيس نيكول كوبرسميث         | لاتيتيتيا سارازين إينس مسكيتا أينوا أتشوكا غوميز مارينا شامايكو                       |
| 13 يونيو | Infond Open ماريبور، سلوفينيا ملعب ترابي $10،000 قرعة المباريات الفردية والزوجية                                          | ماريانا زاكارلوك 3–6، 7–5، 6–3                                                                                | نينا بوتوتشنيك                            | مانكا بيسلاك غابرييلا هوراسكوفا       | كريستينا شمايدلوفا إيفا زاغوراك ساشا كلانيشيك كورنيليا ليستر                          |
| 13 يونيو | Infond Open ماريبور، سلوفينيا ملعب ترابي $10،000 قرعة المباريات الفردية والزوجية                                          | ناستجا كولار فرانسيسكا ستيفنسون 5–7، 6–0، [10–3]                                                              | بولونا ريبرشاك غابرييلا تالابا            | مانكا بيسلاك غابرييلا هوراسكوفا       | كريستينا شمايدلوفا إيفا زاغوراك ساشا كلانيشيك كورنيليا ليستر                          |
| 13 يونيو | كاوهسيونغ، تايوان ملعب صلب $10،000 قرعة المباريات الفردية والزوجية                                                        | لي هوا تشين 6–7(4–7)، 6–0، 6–0                                                                                | بينجتارن بليبويتش                         | ميهارو إيمنشي ميزونو كيجيما           | ريسا أوشيجيما ميكي ميامرا ماي مينوكوشي كاثرين آيب                                     |
| 13 يونيو | كاوهسيونغ، تايوان ملعب صلب $10،000 قرعة المباريات الفردية والزوجية                                                        | إرينا هاياشي هاروكا كاجي 6–4، 3–6، [10–7]                                                                     | تشين بيه شوان وو فانغ شين                 | ميهارو إيمنشي ميزونو كيجيما           | ريسا أوشيجيما ميكي ميامرا ماي مينوكوشي كاثرين آيب                                     |
| 13 يونيو | أنطاليا، تركيا ملعب صلب $10،000 قرعة المباريات الفردية والزوجية                                                           | أيلا أكسو 6–3، 6–3                                                                                            | رالوكا سيربان                             | ميريانا تونا زوزانا زلوخوفا           | فيليس فاننبيرج أريان هارتونو إيمان كوشر ليوني كونغ                                    |
| 13 يونيو | أنطاليا، تركيا ملعب صلب $10،000 قرعة المباريات الفردية والزوجية                                                           | أريان هارتونو بايج ماري هوريجان 6–3، انسحاب                                                                   | رالوكا سيربان ميريانا تونا                | ميريانا تونا زوزانا زلوخوفا           | فيليس فاننبيرج أريان هارتونو إيمان كوشر ليوني كونغ                                    |
| 20 يونيو | بيريغو، فرنسا ملعب ترابي $25٬000 قرعة المباريات الفردية والزوجية                                                          | جيل تيخمان 6–3، 6–3                                                                                           | أولغا سايز لارّا                           | فيكتوريا رودريغيز إيليكساني ليشيميا   | لو بروليو أناستازيا جريمالسكا دايانا نيغرينو صوفيا كوفاليتس                           |
| 20 يونيو | بيريغو، فرنسا ملعب ترابي $25٬000 قرعة المباريات الفردية والزوجية                                                          | كوني بيرين شانتال شكاملوفا 6–3، 3–6، [10–7]                                                                   | جولييتا إيستابلي غوادالوبي بيريز روجاس    | فيكتوريا رودريغيز إيليكساني ليشيميا   | لو بروليو أناستازيا جريمالسكا دايانا نيغرينو صوفيا كوفاليتس                           |
| 20 يونيو | روما، إيطاليا ملعب ترابي $25٬000 قرعة المباريات الفردية والزوجية                                                          | ريبيكا سرامكوفا 6–1، 6–1                                                                                      | ريكا لوكا جاني                            | مارتينا كولميغنا صوفيا شاباتافا       | بولا بادوسا جيبيرت مارتينا دي جوزيبي ياسمين بوليني أرانتشا روس                        |
| 20 يونيو | روما، إيطاليا ملعب ترابي $25٬000 قرعة المباريات الفردية والزوجية                                                          | كلوديا جيوفين كاتارزينا بيتر 6–3، 3–6، [10–7]                                                                 | أندريا غاميز ريكا لوكا جاني               | مارتينا كولميغنا صوفيا شاباتافا       | بولا بادوسا جيبيرت مارتينا دي جوزيبي ياسمين بوليني أرانتشا روس                        |
| 20 يونيو | موسكو، روسيا ملعب ترابي $25٬000 قرعة المباريات الفردية والزوجية                                                           | أناستاسيا كوماردينا 7–6(7–3)، 4–6، 6–3                                                                        | غالينا فوسكوبويفا                         | سابينا شاريبوفا يلينا ريباكينا        | بولينا فينوغرادوفا آنا كالينسكايا جانا بوزنيخيرينكو ميكايلا أونتشوفا                  |
| 20 يونيو | موسكو، روسيا ملعب ترابي $25٬000 قرعة المباريات الفردية والزوجية                                                           | ناتيلا دزالاميدزه فيرونيكا كوديرميتوفا 6–1، 6–2                                                               | آنا مورجينا جانا بوزنيخيرينكو             | سابينا شاريبوفا يلينا ريباكينا        | بولينا فينوغرادوفا آنا كالينسكايا جانا بوزنيخيرينكو ميكايلا أونتشوفا                  |
| 20 يونيو | يستاد، السويد ملعب ترابي $25٬000 قرعة المباريات الفردية والزوجية                                                          | سوزان سيليك 6–1، 6–3                                                                                          | أكجول أمانمورادوف                         | نينا ستويانوفيتش ماجدالينا فريتش      | دنيز خازانيوك إيكاترين جورجودزي إميلي فرانكاتي دانييلا سيغيل                          |
| 20 يونيو | يستاد، السويد ملعب ترابي $25٬000 قرعة المباريات الفردية والزوجية                                                          | كورنيليا ليستر نينا ستويانوفيتش 6–4، 6–2                                                                      | ديا إفتيموفا بيا كونينغ                   | نينا ستويانوفيتش ماجدالينا فريتش      | دنيز خازانيوك إيكاترين جورجودزي إميلي فرانكاتي دانييلا سيغيل                          |
| 20 يونيو | لينزيرهيد، سويسرا ملعب ترابي $25،000 قرعة المباريات الفردية والزوجية                                                      | تمارا كورباتش 4–6، 6–4، 6–2                                                                                   | دليلا ياكوبوفيتش                          | نينا أليباليتش تادجا ماجريتش          | إلين بويكينز جوليا غراخر ايرينا ماريا بارا ديانا مارسنكفيتشا                          |
| 20 يونيو | لينزيرهيد، سويسرا ملعب ترابي $25،000 قرعة المباريات الفردية والزوجية                                                      | تادجا ماجريتش ألكساندرينا نايدينوفا 7–5، 1–6، [10–8]                                                          | ايرينا ماريا بارا إلين بويكينز            | نينا أليباليتش تادجا ماجريتش          | إلين بويكينز جوليا غراخر ايرينا ماريا بارا ديانا مارسنكفيتشا                          |
| 20 يونيو | باتون روج، الولايات المتحدة ملعب صلب $25،000 قرعة المباريات الفردية والزوجية                                              | فاليريا سولوفيفا 5–7، 6–3، 6–0                                                                                | جنيفر إيلي                                | ريكو ساواياناغي رافينا كينغسلي        | فرانسواز أبندا أوليفيا روجوفسكا جيمي لوب كارولين دولهايد                              |
| 20 يونيو | باتون روج، الولايات المتحدة ملعب صلب $25،000 قرعة المباريات الفردية والزوجية                                              | لورين هيرنغ إيلين بيريز 6–3، 6–3                                                                              | جيمي لوب إنغريد نيل                       | ريكو ساواياناغي رافينا كينغسلي        | فرانسواز أبندا أوليفيا روجوفسكا جيمي لوب كارولين دولهايد                              |
| 20 يونيو | نيوبورت، بلجيكا ملعب ترابي $10،000 قرعة المباريات الفردية والزوجية                                                        | كيرين ليموين 6–4، 6–3                                                                                         | مارغو ييروليموس                           | مورغان ميشيلز بريت جيوكينز            | ستيفي ديستلمنس نيكي لوتيخوس هارموني تان أليس سافوريتي                                 |
| 20 يونيو | نيوبورت، بلجيكا ملعب ترابي $10،000 قرعة المباريات الفردية والزوجية                                                        | أماندا كاريراس أليس سافوريتي 6–2، 6–7(4–7)، [10–8]                                                            | ستيفي ديستلمنس كويرين ليموين              | مورغان ميشيلز بريت جيوكينز            | ستيفي ديستلمنس نيكي لوتيخوس هارموني تان أليس سافوريتي                                 |
| 20 يونيو | آنينغ، الصين ملعب ترابي $10،000 قرعة المباريات الفردية والزوجية                                                           | تانغ هوتشين 6–3، 2–6، 6–3                                                                                     | لو جياشي                                  | وانغ مييلينغ وانغ يوجيا               | غوو هانيو يوان يوي جيسيكا واكينيك شون فانغيينغ                                        |
| 20 يونيو | آنينغ، الصين ملعب ترابي $10،000 قرعة المباريات الفردية والزوجية                                                           | غوو هانيو لو جياشي 6–3، 6–4                                                                                   | شينغ يوكي شين يوان                        | وانغ مييلينغ وانغ يوجيا               | غوو هانيو يوان يوي جيسيكا واكينيك شون فانغيينغ                                        |
| 20 يونيو | شرم الشيخ، مصر ملعب صلب $10،000 قرعة المباريات الفردية والزوجية                                                           | تشاو شياوشي 7–6(8–6)، 6–2                                                                                     | غريت مينين                                | إيوانا بيتروي بيترا يانوسكوفا         | ليزا ماري ماتشكه نعومي توتكا كريستينا شاكوفيتس آنا سافيتش                             |
| 20 يونيو | شرم الشيخ، مصر ملعب صلب $10،000 قرعة المباريات الفردية والزوجية                                                           | آنا بيانكا ميهايلا تشاو شياوشي 2–6، 6–4، [10–7]                                                               | بيترا يانوسكوفا غريت مينين                | إيوانا بيتروي بيترا يانوسكوفا         | ليزا ماري ماتشكه نعومي توتكا كريستينا شاكوفيتس آنا سافيتش                             |
| 20 يونيو | كالتنكيرشن، ألمانيا ملعب ترابي $10،000 قرعة المباريات الفردية والزوجية                                                    | كاثارينا هوبغارسكي 6–3، 6–3                                                                                   | ليزا ماتفيينكو                            | فيندولا زوفينكوفا كيمبرلي زيمرمان     | كاثارينا لينيرت آنا كلاسِن آنا سيجني راسموسن لينا جراينر                               |
| 20 يونيو | كالتنكيرشن، ألمانيا ملعب ترابي $10،000 قرعة المباريات الفردية والزوجية                                                    | كاثارينا هوبغارسكي جوليا واشاتشيك 6–4، 6–2                                                                    | بيانكا بيكفي شارلوت رومر                  | فيندولا زوفينكوفا كيمبرلي زيمرمان     | كاثارينا لينيرت آنا كلاسِن آنا سيجني راسموسن لينا جراينر                               |
| 20 يونيو | غراند باي، موريشيوس ملعب صلب $10،000 قرعة المباريات الفردية والزوجية                                                      | إستيل كاسينو 3–6، 6–1، 6–3                                                                                    | كيرا شروف                                 | فينيا كلاريتش سنيادي رددي             | فاطمة النبهاني بولين باييت تشايين إيويك إليونور باريير                                |
| 20 يونيو | غراند باي، موريشيوس ملعب صلب $10،000 قرعة المباريات الفردية والزوجية                                                      | تشايين إيويك روزالي فان دير هوك 6–3، 6–3                                                                      | كيرا شروف دروثي تاتشار فينوجوبال          | فينيا كلاريتش سنيادي رددي             | فاطمة النبهاني بولين باييت تشايين إيويك إليونور باريير                                |
| 20 يونيو | بريدا، هولندا ملعب ترابي $10،000 قرعة المباريات الفردية والزوجية                                                          | فيفيان هايزن 6–2، 6–1                                                                                         | كيلي فيرستيج                              | أسترا شارما ماندي واجيماكر            | فالنتيني جراماتيكوبولو إيفون كافالي رييمرز كارولينا ألفيس فاندا لوكاش                 |
| 20 يونيو | بريدا، هولندا ملعب ترابي $10،000 قرعة المباريات الفردية والزوجية                                                          | فالنتيني جراماتيكوبولو سفلاتلانا بيرازينكا 7–6(8–6)، 6–4                                                      | داشا إيفانوفا بترا كرجسوفا                | أسترا شارما ماندي واجيماكر            | فالنتيني جراماتيكوبولو إيفون كافالي رييمرز كارولينا ألفيس فاندا لوكاش                 |
| 20 يونيو | كانتانيدي، البرتغال سجادة $10،000 قرعة المباريات الفردية والزوجية                                                         | سنياد لوهان 6–3، 7–5                                                                                          | فيكتوريا بوثيو                            | سارة بيث غري جينيفر تيموتين           | إيدن سيلفا جوانا فالي كوستا أينوا أتوخا غوميز إينيس مورتا                             |
| 20 يونيو | كانتانيدي، البرتغال سجادة $10،000 قرعة المباريات الفردية والزوجية                                                         | فرانسيسكا خورخي مرتا أوليفيرا 3–6، 6–3، [10–7]                                                                | إينيس مورتا لايتيتيا سارازين              | سارة بيث غري جينيفر تيموتين           | إيدن سيلفا جوانا فالي كوستا أينوا أتوخا غوميز إينيس مورتا                             |
| 20 يونيو | ماريبور، سلوفينيا ملعب ترابي $10،000 قرعة المباريات الفردية والزوجية                                                      | ميلانا سبريمو 7–6(7–4)، 0–6، 6–2                                                                              | مانكا بيسلاك                              | كاترينا كرامبيروفا سيلفيا نجيريتش     | بولونا ريبرشاك تشيلا أرجيلان ساشا كلانيشيك غابرييلا تالا با                           |
| 20 يونيو | ماريبور، سلوفينيا ملعب ترابي $10،000 قرعة المباريات الفردية والزوجية                                                      | سارا بالشيك نينا بوتوشنيك 6–3، 6–2                                                                            | مانكا بيسلاك بولونا ريبرشاك               | كاترينا كرامبيروفا سيلفيا نجيريتش     | بولونا ريبرشاك تشيلا أرجيلان ساشا كلانيشيك غابرييلا تالا با                           |
| 20 يونيو | سانغجو، كوريا الجنوبية ملعب صلب $10،000 قرعة المباريات الفردية والزوجية                                                   | هانا تشانغ 6–2، 6–3                                                                                           | تشوي جي هي                                | وانغ يان جيونغ سو-نام                 | هونج سيونغ يون كيم دا-بين كيم سي-هيون يانغ زي                                         |
| 20 يونيو | سانغجو، كوريا الجنوبية ملعب صلب $10،000 قرعة المباريات الفردية والزوجية                                                   | كيم جو-يون يي كيويو 7–5، 6–7(6–8)، [10–6]                                                                     | هان سونغ هي وانغ يان                      | وانغ يان جيونغ سو-نام                 | هونج سيونغ يون كيم دا-بين كيم سي-هيون يانغ زي                                         |
| 20 يونيو | كاوشيونغ، تايوان ملعب صلب 10٬000 دولار قرعة المباريات الفردية والزوجية                                                    | تشانغ يينغ 6–0، 7–6(7–5)                                                                                      | إيرينا هاياشي                             | ميزونو كيجيما لي بي-تشي               | لي هوا-تشين تشو آي-هسوان أيانو شيميزو تشين بي-هسوان                                   |
| 20 يونيو | كاوشيونغ، تايوان ملعب صلب 10٬000 دولار قرعة المباريات الفردية والزوجية                                                    | تشيان بي-جو لي بي-تشي 7–5، 6–2                                                                                | تشو آي-هسوان لي هوا-تشين                  | ميزونو كيجيما لي بي-تشي               | لي هوا-تشين تشو آي-هسوان أيانو شيميزو تشين بي-هسوان                                   |
| 20 يونيو | أنطاليا، تركيا ملعب صلب 10٬000 دولار قرعة المباريات الفردية والزوجية                                                      | جينيفر زيربون 6–3، 5–7، 7–6(7–4)                                                                              | أليونا سوتنيكوفا                          | داريا لوديكوفا بيرفو جنكيز            | باشاك إرايدن كليمانس فيول ماريا فرنندا هيرازو بيج ماري هوريجان                        |
| 20 يونيو | أنطاليا، تركيا ملعب صلب 10٬000 دولار قرعة المباريات الفردية والزوجية                                                      | كارولين روميو أليونا سوتنيكوفا 6–3، 6–3                                                                       | ماريانا درازيتش داريا لوديكوفا            | داريا لوديكوفا بيرفو جنكيز            | باشاك إرايدن كليمانس فيول ماريا فرنندا هيرازو بيج ماري هوريجان                        |
| 27 يونيو | تورنو انترناسيونالي فيمينيل أنتيكو تيرو أ فولو روما، إيطاليا ملعب ترابي $50،000 فردي - زوجي                               | سيلفيا سولير إسبينوزا 5-7، 4-6، 6-2                                                                           | لورا بوس تيو                              | اليكساندرا كادانتو أرانتشا روس        | كريستينا دينو كاتارزينا بيتر ناستازيا بورنيت أناستازيا جريمالسكا                      |
| 27 يونيو | تورنو انترناسيونالي فيمينيل أنتيكو تيرو أ فولو روما، إيطاليا ملعب ترابي $50،000 فردي - زوجي                               | ايبك سويلو Xu Shilin 6-1، 5-7                                                                                 | ريكا لوكا جاني صوفيا شاباتافا             | اليكساندرا كادانتو أرانتشا روس        | كريستينا دينو كاتارزينا بيتر ناستازيا بورنيت أناستازيا جريمالسكا                      |
| 27 يونيو | أوبن إنجي بورت دو هايناوت دينين، فرنسا ملعب ترابي $25،000 قرعة المباريات الفردية والزوجية                                 | ناديه بودوروسكا 4-6، 7-5، 3-6                                                                                 | إيرينا رامياليسون                         | أماندا كاريراس أولغا سايز لاررا       | مانو أركانجيولي فيونا فيرو إلين بوكنز بيمرا أوزجن                                     |
| 27 يونيو | أوبن إنجي بورت دو هايناوت دينين، فرنسا ملعب ترابي $25،000 قرعة المباريات الفردية والزوجية                                 | ميكايلا أونتشوفا شيرازاد ريكس 3-6، 1-6                                                                        | أماندا كاريراس أليس سافورتي               | أماندا كاريراس أولغا سايز لاررا       | مانو أركانجيولي فيونا فيرو إلين بوكنز بيمرا أوزجن                                     |
| 27 يونيو | شتوتغارت، ألمانيا ملعب ترابي $25،000 قرعة المباريات الفردية والزوجية                                                      | لينا جورشيسكا 6–2، 3–6، 6–4                                                                                   | دليلا ياكوبوفيتش                          | آنا زيا باتي شنايدر                   | جيسيكا ماليتشكوفا إيفون كافالي ريميرز لورا شايدر ماري بينوا                           |
| 27 يونيو | شتوتغارت، ألمانيا ملعب ترابي $25،000 قرعة المباريات الفردية والزوجية                                                      | لينا جورشيسكا فلورنسيا مولينيرو 1–6، 6–1، [10–7]                                                              | أمينات كوشكوفا ديانا سوموفا               | آنا زيا باتي شنايدر                   | جيسيكا ماليتشكوفا إيفون كافالي ريميرز لورا شايدر ماري بينوا                           |
| 27 يونيو | ميديلبورخ، هولندا ملعب ترابي $25،000 قرعة المباريات الفردية والزوجية                                                      | كويرين ليموين 6–2، 7–5                                                                                        | فالنتيني جراماتيكوبولو                    | بيبيان ويجييرس برناردا بيرا           | ريتشل هوجينكامب آنا صوفيا سانشيز أليس ماتيوكسي سفياتلانا بيرازينكا                    |
| 27 يونيو | ميديلبورخ، هولندا ملعب ترابي $25،000 قرعة المباريات الفردية والزوجية                                                      | كويرين ليموين إيفا واكانو 6–3، 7–5                                                                            | فالنتيني جراماتيكوبولو جوليا واشاتسيك     | بيبيان ويجييرس برناردا بيرا           | ريتشل هوجينكامب آنا صوفيا سانشيز أليس ماتيوكسي سفياتلانا بيرازينكا                    |
| 27 يونيو | بيلا كاب تورون، بولندا ملعب ترابي $25،000+H قرعة المباريات الفردية والزوجية نسخة محفوظة 2017-09-17 على موقع واي باك مشين. | إيزابيلا شنيكوفا 7–5، 4–6، 6–2                                                                                | تادجا ماجريتش                             | إيرينا ماريا بارا باولا بادوسا جيبرت  | ماجدالينا فريتش ماري بوزكوفا جابرييلا بانتوشكوفا تيريزا سميتكوفا                      |
| 27 يونيو | بيلا كاب تورون، بولندا ملعب ترابي $25،000+H قرعة المباريات الفردية والزوجية نسخة محفوظة 2017-09-17 على موقع واي باك مشين. | إيرينا ماريا بارا فاليريا سافينيخ 6–3، 4–6، [10–7]                                                            | أكجول أمانمورادوف فالنتينا إيفاخينكو      | إيرينا ماريا بارا باولا بادوسا جيبرت  | ماجدالينا فريتش ماري بوزكوفا جابرييلا بانتوشكوفا تيريزا سميتكوفا                      |
| 27 يونيو | هلسينغبورغ، السويد ملعب ترابي $25،000 قرعة المباريات الفردية والزوجية                                                     | سوزان سيليك 6–4، 6–2                                                                                          | دانييلا سيغيل                             | جوانا إيدوكونيت بيا كونينغ            | تيان ران ديانا رادانوفيتش كاجسا رينالدو بيرسون كاثينكا فون ديكمان                     |
| 27 يونيو | هلسينغبورغ، السويد ملعب ترابي $25،000 قرعة المباريات الفردية والزوجية                                                     | تيان ران يو إكسياودي 6–4، 6–3                                                                                 | كورنيليا ليستر آنا مورجينا                | جوانا إيدوكونيت بيا كونينغ            | تيان ران ديانا رادانوفيتش كاجسا رينالدو بيرسون كاثينكا فون ديكمان                     |
| 27 يونيو | إل باسو، الولايات المتحدة ملعب صلب $25،000 قرعة المباريات الفردية والزوجية نسخة محفوظة 2022-01-19 على موقع واي باك مشين.  | جيمي لوبي 7–5، 6–3                                                                                            | كيتلين ووريسكي                            | فاليريا سولوفيفا شانيل سيموندز        | كارول تشاو جنيفر إيلي إيلي هالباور ساناز ماراند                                       |
| 27 يونيو | إل باسو، الولايات المتحدة ملعب صلب $25،000 قرعة المباريات الفردية والزوجية نسخة محفوظة 2022-01-19 على موقع واي باك مشين.  | أشلي وينهولد كيتلين ووريسكي 6–4، 7–6(7–3)                                                                     | ساناز ماراند كارول تشاو                   | فاليريا سولوفيفا شانيل سيموندز        | كارول تشاو جنيفر إيلي إيلي هالباور ساناز ماراند                                       |
| 27 يونيو | بانيا لوكا، البوسنة والهرسك ملعب ترابي $10،000 قرعة المباريات الفردية والزوجية                                            | فيكتوريا كوزموفا 6–0، 6–1                                                                                     | مانكا بيسلاك                              | تشيلا أرجيلان بيانكا بيكيفي           | نينا بوتوتشنيك ميلانا سبرمو ماجدالينا بانتوتشكوفا ناتاليا نوفوتنا                     |
| 27 يونيو | بانيا لوكا، البوسنة والهرسك ملعب ترابي $10،000 قرعة المباريات الفردية والزوجية                                            | باربارا كوتيلسوفا مانكا بيسلاك 6–7(5–7)، 6–4، [10–5]                                                          | فيكتوريا كوزموفا جوليا ستاماتوفا          | تشيلا أرجيلان بيانكا بيكيفي           | نينا بوتوتشنيك ميلانا سبرمو ماجدالينا بانتوتشكوفا ناتاليا نوفوتنا                     |
| 27 يونيو | شرم الشيخ، مصر ملعب صلب $10،000 قرعة المباريات الفردية والزوجية                                                           | غريت مينين 7–6(7–2)، 6–2                                                                                      | ايونا بيتريو                              | مارغريتا لازاريفا إليني كورديليمي     | كريستينا شاكوفيتس آنا بيانكا ميهايلا علا أبو ذكري بيترا يانوسكوفا                     |
| 27 يونيو | شرم الشيخ، مصر ملعب صلب $10،000 قرعة المباريات الفردية والزوجية                                                           | علا أبو ذكري شارمادا بالو 2–6، 6–3، [10–5]                                                                    | إليني كورديليمي آنا بيانكا ميهايلا        | مارغريتا لازاريفا إليني كورديليمي     | كريستينا شاكوفيتس آنا بيانكا ميهايلا علا أبو ذكري بيترا يانوسكوفا                     |
| 27 يونيو | امارانت، البرتغال ملعب صلب $10،000 قرعة المباريات الفردية والزوجية                                                        | أندريا كا 3–6، 7–6(8–6)، 7–5                                                                                  | ألبا كارييو مارين                         | ديسبينا باباميتشايل تيريزا ميهاليكوفا | آينوا آتوشا جوميز لايتيسيا سرازين سارا أوتومانو عربيلة فرنانديز رابنر                 |
| 27 يونيو | امارانت، البرتغال ملعب صلب $10،000 قرعة المباريات الفردية والزوجية                                                        | تيريزا ميهاليكوفا إينيس مورتا 7–6(7–5)، 6–3                                                                   | جيسيكا كريفيلتو ديسبينا باباميتشايل       | ديسبينا باباميتشايل تيريزا ميهاليكوفا | آينوا آتوشا جوميز لايتيسيا سرازين سارا أوتومانو عربيلة فرنانديز رابنر                 |
| 27 يونيو | فوكشاني، رومانيا ملعب ترابي $10،000 قرعة المباريات الفردية والزوجية                                                       | أناستازيا فدوفينكو 7–5، 4–6، 6–1                                                                              | كريستينا إيني                             | غابرييلا تالابا إيرينا فيتيكاو        | ميريام بولغارو تيودورا ستينغا إلينا-تيودورا كادار إيلونا جورجينا غيوروايه             |
| 27 يونيو | فوكشاني، رومانيا ملعب ترابي $10،000 قرعة المباريات الفردية والزوجية                                                       | وانا جورجيتا سيميونا غابرييلا تالابا 5–7، 6–1، [10–6]                                                         | دانييلا سيوبانو كاسندرا دافيسني           | غابرييلا تالابا إيرينا فيتيكاو        | ميريام بولغارو تيودورا ستينغا إلينا-تيودورا كادار إيلونا جورجينا غيوروايه             |
| 27 يونيو | كازان أوبن قازان، روسيا ملعب ترابي $10،000 قرعة المباريات الفردية والزوجية                                                | أمينا أنشباء 5–7، 6–1، 6–0                                                                                    | أناستاسيا جاسانوفا                        | يانا سيزيكوفا فاليريا زيليفا          | فاليريا اورزوموفا ألكساندرا بوسبيلوفا أولغا بوتشكوفا أوليانا أيزاتولينا               |
| 27 يونيو | كازان أوبن قازان، روسيا ملعب ترابي $10،000 قرعة المباريات الفردية والزوجية                                                | أولغا دوروشينا يانا سيزيكوفا 6–4، 6–7(8–10)، [10–5]                                                           | أمينا أنشباء أنجلينا جابوفا               | يانا سيزيكوفا فاليريا زيليفا          | فاليريا اورزوموفا ألكساندرا بوسبيلوفا أولغا بوتشكوفا أوليانا أيزاتولينا               |
| 27 يونيو | غيمتشون، كوريا الجنوبية ملعب صلب $10،000 قرعة المباريات الفردية والزوجية                                                  | جونج سو نام 6–4، 2–6، 3–6                                                                                     | هانا تشانغ                                | هونج سيونغ يون تشوي جي هي             | ميهارو إيمانيشي هان سونغ هي كيم هاي سونغ وانغ يان                                     |
| 27 يونيو | غيمتشون، كوريا الجنوبية ملعب صلب $10،000 قرعة المباريات الفردية والزوجية                                                  | روبوج كاجيتاني أكيكو أومآ 7–5، 4–6، [5–10]                                                                    | جونغ سو هي بارك سانغ هي                   | هونج سيونغ يون تشوي جي هي             | ميهارو إيمانيشي هان سونغ هي كيم هاي سونغ وانغ يان                                     |
| 27 يونيو | أنطاليا، تركيا ملعب صلب 10،000 دولار قرعة المباريات الفردية والزوجية                                                      | زوزانا زلوخوفا 4–6، 6–7(5–7)                                                                                  | سوزي لاركن                                | ميليس سيزر كارولين روميو              | باشاك إرايدن باربارا جاتيكا فلادا إكشيبروفا جوانا كارزويل                             |
| 27 يونيو | أنطاليا، تركيا ملعب صلب 10،000 دولار قرعة المباريات الفردية والزوجية                                                      | ميليس سيزر آنا فيسيلينوفيتش 3–6، 4–6                                                                          | فلادا إكشيبروفا أليونا سوتنيكوفا          | ميليس سيزر كارولين روميو              | باشاك إرايدن باربارا جاتيكا فلادا إكشيبروفا جوانا كارزويل                             |

## الروابط الخارجية
- "10،600 لاعبة، 1135 حدثًا: جولة الاتحاد الدولي لكرة المضرب العالمية للسيدات لعام 2023 بالأرقام". الاتحاد الدولي لكرة المضرب. اطلع عليه بتاريخ 2024-01-02.
- "أجندة جولة الاتحاد الدولي لكرة المضرب العالمية للسيدات". الاتحاد الدولي لكرة المضرب. اطلع عليه بتاريخ 2024-01-02.
- الاتحاد الدولي لكرة المضرب